# Électrification du réseau ferré en France
Pour un article plus général, voir Système d'électrification ferroviaire.
 (décembre 2011).
Si vous disposez d'ouvrages ou d'articles de référence ou si vous connaissez des sites web de qualité traitant du thème abordé ici, merci de compléter l'article en donnant les références utiles à sa vérifiabilité et en les liant à la section « Notes et références ».
L'électrification du réseau ferré en France est un processus toujours en cours d’équipement des lignes de chemin de fer en installations fixes permettant la traction électrique, principalement en 25 kV alternatif ou en 1 500 V continu. Environ 55 % du réseau ferré français en service est électrifié. L'électrification des lignes secondaires étant très coûteuse, des solutions partielles ou bien alternatives sont donc recherchées ou en combinant les deux, dont le train à hydrogène, hybride ou doté de batteries ou utilisant des biocarburants (liquide ou gazeux).

## Le réseau aujourd'hui
Près de 16 000 kilomètres de lignes ferroviaires sont électrifiées en France, principalement sur le réseau ferré national avec 15 687 kilomètres, dont 5 863 kilomètres en 1 500 V continu, 9 968 kilomètres en 25 kV alternatif (dont 1 884 kilomètres de LGV), et 126 kilomètres par d'autres systèmes.
La partie électrifiée du réseau ferré inclut la plupart des radiales de l'étoile de Legrand (aux exceptions notables des lignes Paris-Granville et de certaines portions de la Ligne de Paris-Est à Mulhouse ) qui concentrent la plupart du trafic ferroviaire en France.
Quelques liaisons transversales sont également électrifiées en raison de leur trafic. Ces liaisons sont : l'axe Lille - Thionville, l'axe Luxembourg - Dijon, l'axe Strasbourg - Dijon, l'axe Bordeaux - Montpellier et l'axe Le Havre - Amiens. La liaison transversale Nantes - Lyon est en cours d'équipement mais l'électrification est arrêtée à Saincaize car l'itinéraire à électrifier au-delà de cet axe n'a pas encore été désigné.
Quelques lignes ont été électrifiées pour simplifier l'exploitation des services périurbains comme l'ensemble des lignes de l'Île-de-France, ou la ligne de Cannes à Grasse.

## Historique
- Trait fin : voie unique / Trait large : 2 voies ou plus
- Rouge : LGV (toujours électrifiée en 25 kV 50 Hz)
- Orange : 25 kV 50 Hz (lignes classiques)
- Vert : 1 500 V CC
- Jaune : autres courants
- Gris : non électrifié.

Carte des types d’électrification du réseau ferroviaire français (2016).
Légende :
- Trait fin : voie unique / Trait large : 2 voies ou plus
- Rouge : LGV (toujours électrifiée en 25 kV 50 Hz)
- Orange : 25 kV 50 Hz (lignes classiques)
- Vert : 1500 V CC
- Jaune : autres courants
- Gris : non électrifié.

Commencée dès le début du XXe siècle l’électrification du réseau répondait à des objectifs divers : améliorer la souplesse de l’exploitation en réduisant la maintenance (pour les lignes de banlieue et les axes très fréquentés), permettre d’utiliser du matériel plus puissant (lignes de montagne), profiter de la production d’électricité des barrages ou réduire la pollution et le bruit généré par les trains.
On peut distinguer quatre grandes phases :
- 1900-1920 : la phase de tâtonnement : plusieurs systèmes (caténaire ou troisième rail, continu ou alternatif) sont testés ;
- 1920-1945 : équipement de certaines lignes de montagne et d’axes importants en 1 500 V continu par caténaire, imposé par les contraintes militaires pour pouvoir repasser au troisième rail, moins vulnérable, si nécessaire ;
- 1945-1960 : expérimentation poussée de la caténaire 25 kV 50 Hz à fréquence industrielle dans les Alpes et poursuite de certaines électrifications en 1 500 V ;
- 1960-… : poursuite de l'électrification en 25 kV alternatif sauf quelques cas particuliers comme la zone de Perpignan électrifiée dans les années 1980 en 1 500 V ;
- à partir de 1980 : électrifications pour permettre au TGV de desservir certaines zones.

Géographiquement, l’ex-réseau de la compagnie du Midi et les grands axes reliant Paris au sud ont été équipés en 1 500 V tandis que les lignes des Alpes (à l’exception de la ligne de Culoz à Modane) et la moitié Nord du pays sont plutôt électrifiées en 25 kV comme toutes les lignes à grande vitesse de France.

### Électrification des grandes artères vers le Sud en1 500V

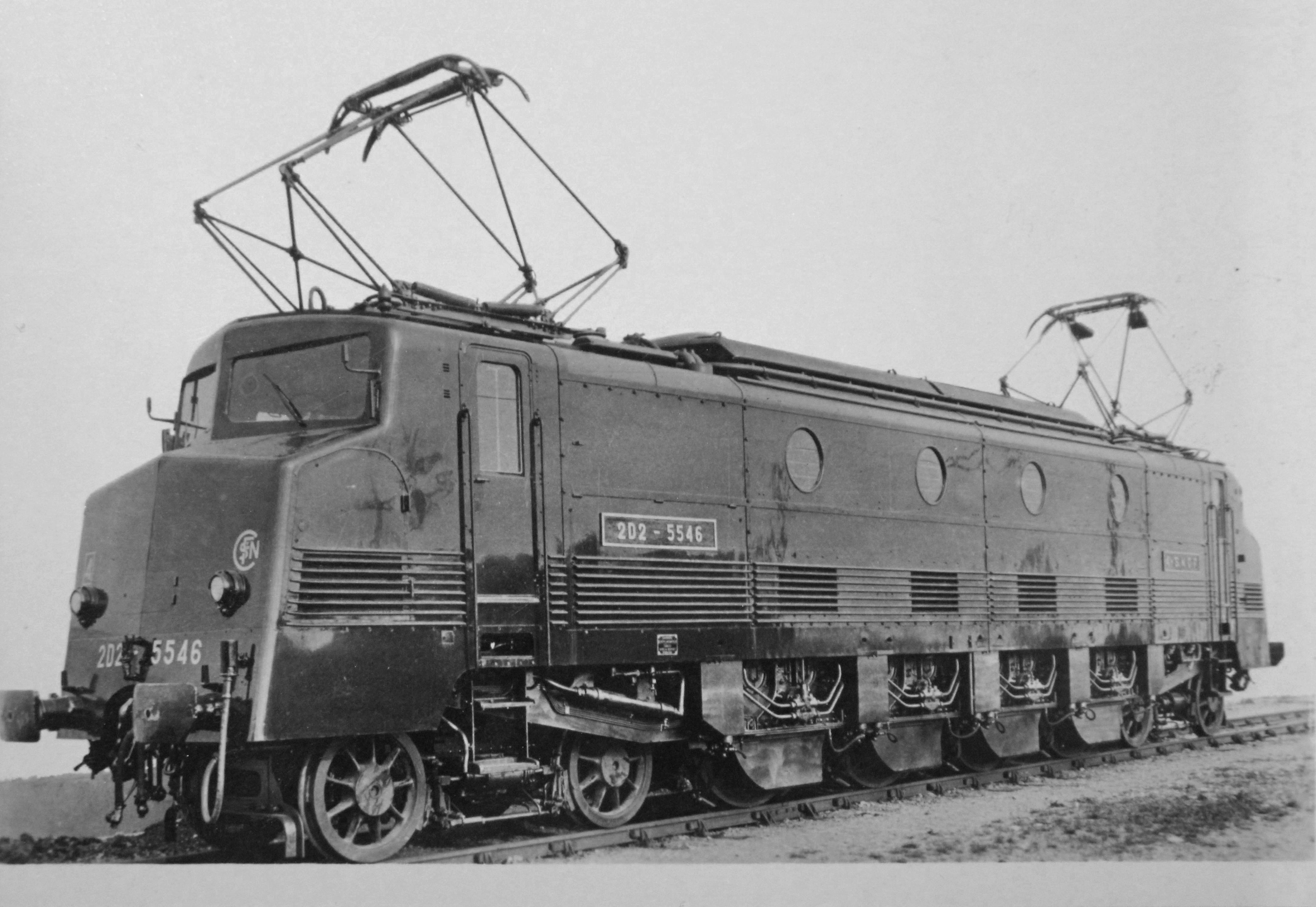
Une 2D2, l’une des premières séries de machines électriques utilisées pour les lignes nouvellement électrifiées en 1500 V CC.

L’électrification des grandes artères vers le Sud a été motivée principalement pour des raisons d’exploitation. Les machines à vapeur étaient moins puissantes que les machines électriques et la baisse de la pression atmosphérique en montagne aggravait le problème.
La transformation a été lancée d’abord sur le Paris-Orléans puis entre Paris et le Mans et enfin après la Seconde Guerre mondiale entre Paris et Lyon. Ces lignes électrifiées ont été le terrain des 2D2, l’une des premières grandes séries de locomotives électriques des chemins de fer français. Leur vitesse maximale était de 130 puis 140 km/h.

### Électrification des artères industrielles du Nord et de l’Est

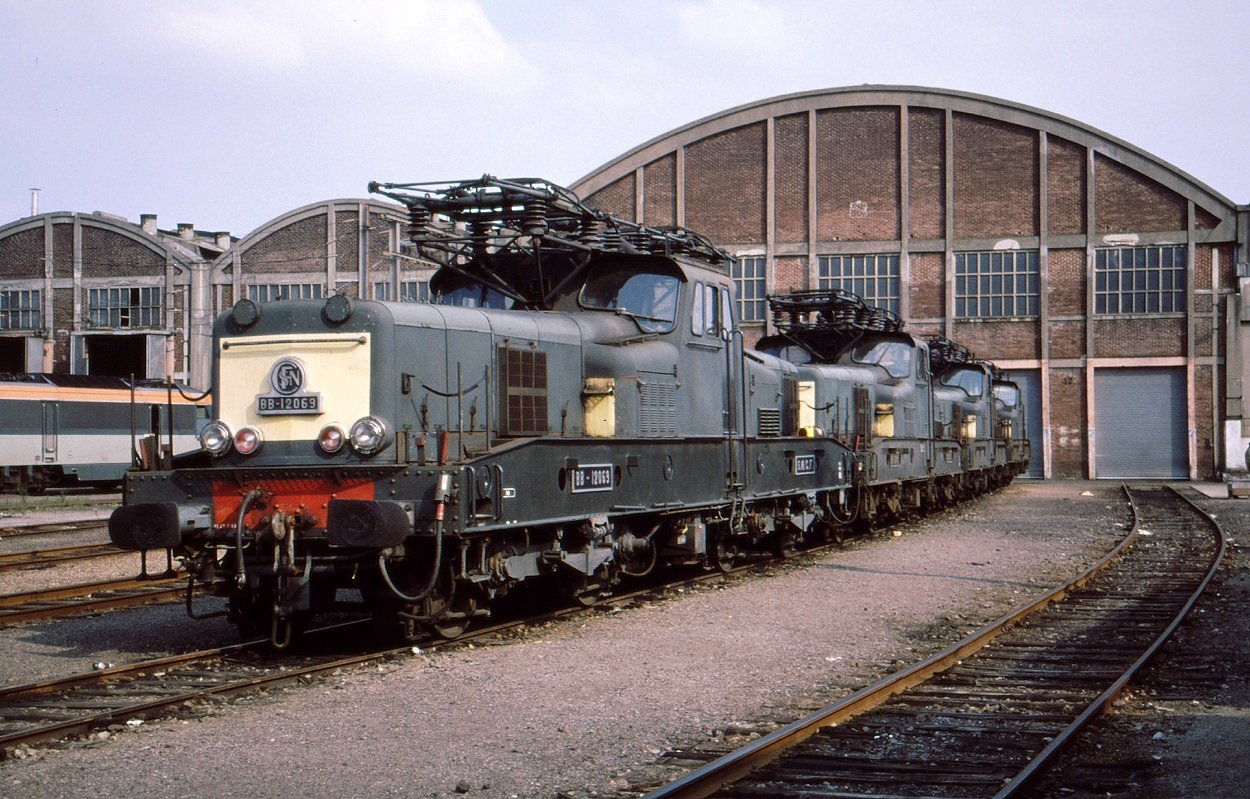
Des BB 12000, utilisées dans le Nord juste après l’électrification

Alors que toutes les régions du Nord et de l’Est de la France sont un bassin d’industrie lourde, l’électrification des lignes a été empêchée pour des raisons stratégiques, idée complètement erronée car, à cette époque, les contingences de la traction vapeur nécessitait de maintenir les trois quarts des locomotives dans des dépôts très sensibles aux bombardements aériens.
Sitôt la guerre finie et à la suite des expérimentations menées dans les Alpes, l’électrification en 25 kV alternatif du Nord et de l’Est de la France, en particulier de la transversale Lille - Thionville, a été décidée.
Pour répondre aux besoins de nouvelles machines aptes au 25 kV alternatif la SNCF s’est équipée en BB 16000 et BB 16500.

### Antennes complémentaires et maillage
Pour faire arriver le TGV dans certaines villes, des électrifications sont menées au bout de lignes TGV. La Bretagne a été électrifiée pour l’arrivée du TGV Atlantique, les lignes des Alpes pour les TGV des Neiges et des lignes des Vosges pour l’arrivée du TGV Est. L'équipement de la relation en direction des Sables d'Olonne a permis de gommer la perte de fréquentation de 20 % dans l'hôtellerie de la station balnéaire à la suite de l'arrêt de l'expérimentation de la remorque de rames TGV par locomotives diésel.
De même, la relation Paris-Troyes a été inscrite dans le cadre de la participation de la région Champagne-Ardenne au financement de la LGV-EE.
Le TGV n’est pas la seule raison de l’électrification de lignes. La desserte périurbaine a motivé certaines électrifications comme Saint-Étienne – Firminy ou Cannes – Grasse ou encore Tournan – Coulommiers.
Oissel-Elbeuf a permis des liaisons diamétrales centrées sur la gare de Rouen-Rive-Droite (très saturée) sans matériel bi-mode de Yvetot à Elbeuf-Saint-Aubin par un complément d'électrification de 12 % seulement.
Enfin pour le transit des trains de marchandises tracté par des locomotives électriques certaines électrifications ont été mises en place, dans le cadre d'un vrai maillage, comme la ligne Montérolier - Motteville (pour contourner Rouen) ou Tours - Vierzon - Saincaize (Électrification Nantes - Lyon).
Toutefois, l'ouverture aux nouveaux entrants, opérateurs fret ferroviaires, qui ne peuvent bénéficier de relais traction, oblige ceux-ci à effectuer le trajet de bout en bout en traction diésel y compris sur de très longs parcours électrifiés. Cela nuit à l'approche d'un taux de rentabilité acceptable pour de nouvelles électrifications.
A noter que le maillage entre 2 zones 1,5 kV ne peut s'opérer en 25 kV que pour une distance minimale d'environ une centaine de kilomètres comme sur Tours-Vierzon.

### Électrifications à venir
À noter que le renouvellement du parc voyageurs nécessaire pour améliorer l'attractivité ou pour remplacer le parc Corail, par des rames bi-mode, abaisse le taux de rentabilité des opérations à venir (voir Côte d'Opale ci-dessous).
Liaison Caen - Rennes
Saint-Lô à Dol-de-BretagneEn projet.
Côte d'OpaleL’électrification de Rang-du-Fliers à Amiens offrirait un nouvel itinéraire entièrement électrifié du Tunnel sous la Manche à Paris pour les trains de marchandises. L’électrification de la Ligne de Coudekerque-Branche aux Fontinettes a été réalisée en 2014.
Liaison Alès - Nîmes
Liaison Saint-Germain-en-Laye - AchèresCe projet fait partie des travaux prévues dans la création de la ligne du T13
Liaison Amiens - Reims - Châlons-en-Champagne
Liaison Roanne - Saint-Étienne
Liaison Carpentras - Avignon
Liaison Aix-en-Provence - Marseille
Liaison Clermont-Ferrand - Neussargues-Moissac
Liaison Paris - MulhouseParis - Nogent-sur-Seine est totalement mis en service depuis 2022 ; la section suivante, en l'occurrence jusqu'à Troyes, est en travaux depuis août 2024.
Liaison Nevers - Chagny

## Caractéristiques techniques

### 1 500V
Cette tension a été la première à se généraliser sur le réseau, à la suite de l'obligation faite en 1920 par le ministère des Travaux publics aux compagnies de l'utiliser, sur conseil de l'ingénieur Hippolyte Parodi. Elle a été choisie parce qu'à l'époque la technologie des moteurs à courant continu était mieux maîtrisée et que les militaires voulaient conserver la possibilité de repasser au troisième rail (la ligne de Culoz à Modane (frontière) était d'ailleurs équipée d'un troisième rail avant d'être rééquipée en caténaire).
Toutes les lignes des Pyrénées ont été électrifiées très tôt, la traction vapeur s'accommodant mal de la baisse de pression atmosphérique en altitude, tandis que les barrages hydro-électriques se développaient. Depuis, avec un trafic squelettique, les autorails  ont entrainé la désélectrification de la majorité des impasses montagnardes eû égard aux coûts de régénération et de maintenance des systèmes.
Il y a deux types de caténaire pour ce courant : la caténaire Midi reconnaissable à son système d'accroche unique sans bras de rappel sur le fil de contact et sans tendeurs automatiques et la caténaire polygonale qui comporte en général quatre fils (deux fils de contacts, un porteur principal et un porteur auxiliaire) en raison des intensités élevées appelées par les trains sous cette tension.
Cette alimentation a l'inconvénient d'exiger une caténaire lourde et des sous-stations d'alimentation très rapprochées (8 kilomètres à 20 kilomètres) donc des lignes électriques RTE en haute tension nouvelles en milieu rural (la « rive droite du Rhône » a nécessité, en 1977, un déploiement de pylônes sur une distance équivalente à la longueur de ligne électrifiée et, même, 1100 km pour l'électrification Paris-Lyon dans les années 50, une époque où le réseau de transport d'électricité était moins développé). Ce système, impose, d'autre part, une limitation de la vitesse à 270 km/h en théorie.
En contrepartie, elle permet un raccordement à des réseaux de distribution de faible puissance (Corbeil-Malesherbes, le Technicentre de Granville pour la maintenance et le préconditionnement, en 2015), un freinage à récupération d'énergie relativement simple (obligatoire en mode souterrain dense comme St Mandé-Nanterre sur le RER A afin d'éviter une réfrigération onéreuse), un dimensionnement des ouvrages d'art moins coûteux (jusqu'à un mètre de diamètre de moins en tunnel), des distances d'approche plus faibles pour les voyageurs sur les quais hauts ainsi que l'absence de toute section de séparation de phase.
De plus, avec les engins bi-courant, disposition obligatoire pour les nouveaux acquis en France, il n'est pas nécessaire d'avoir des gares commutables 25 kV/3 kV en frontière comme Quévy en Belgique, le "1500 V" permettant une connexion pratique entre les 2 systèmes comme à Vintimille en Italie.
Autre avantage peu connu, l'alimentation des sous-stations en courant triphasé a permis, en 1937 sur Paris-Le Mans, le déploiement d'un réseau 3200v avec feeders croisés et commutation "normal-secours" pour l'alimentation de la signalisation et notamment pour les mécanismes de manœuvre d'aiguille autrement que sur batteries 110v très coûteuses ni sans avoir recours à des commandes complexes en "décalé ou en cascade", par ailleurs, chronophages. Inconvénient majeur de ce système lors de l'augmentation du nombre de voies, sa complexité et son coût ont obligé à réaliser de nouvelles lignes en 25KV comme sur Paris-Dijon évitant ainsi de ravager les villages déjà traversés et de conserver les passages à niveau accidentogènes profitant par là à l'usage des très grandes vitesses et où le gain de temps et la régularité ont apporté une rentabilité très supérieure.

### 25kV
Mis en place à partir des années 1950, quand l’électronique de puissance en courant alternatif a fait suffisamment de progrès. Sous cette tension la caténaire peut être plus légère et réduite à un seul fil de contact parfois sans fil porteur.
Les sous-stations d’alimentation peuvent être beaucoup plus espacées (environ 70 kilomètres). Ce système d’électrification est devenu la référence en France (comme beaucoup d’autres pays du monde) et toutes les nouvelles électrifications se font sous ce courant sauf cas particuliers.

### 2 × 25 kV
C’est une amélioration notable de l’alimentation en 25 kV qui permet d’espacer davantage les sous-stations (jusqu’à 100 kilomètres), donc un raccordement direct sur le réseau de transport RTE très fiable et, parfois, sans adjonction de pylônes, limitant de ce fait les complications dues à une enquête environnementale. L’énergie est transportée par un feeder à 25 kV en opposition de phase avec la caténaire qui assure la fonction de 2e conducteur du circuit électrique. Des autotransformateurs raccordés, à intervalles réguliers, à ces pôles ainsi qu'au rail, afin d'assurer le circuit de retour du courant de traction des engins qui ne supportent qu'une tension de 25kV. Le courant est ainsi principalement transporté sous une tension de 50 kV et par un câble de résistance électrique inférieure à celle du rail ce qui diminue les pertes et surtout les fortes intensités de ce courant de retour traction. Il a commencé par être utilisé sur les LGV et est utilisé pour les nouvelles électrifications. Ce système, qui exige le raccordement des sous-stations à des lignes de transport à haute tension de minimum 225 kV (donc d'un équipement très coûteux), permet de diviser par deux leur nombre et, par voie de conséquence, les sections de séparation de phase ("Coupez-courant"). Ceci est bénéfique car ces dites sections exigent d'être implantées en palier (ni rampe ni pente). Il a été mis en œuvre pour la première fois en janvier 1914 au départ de New-York vers New Haven et Hartford.

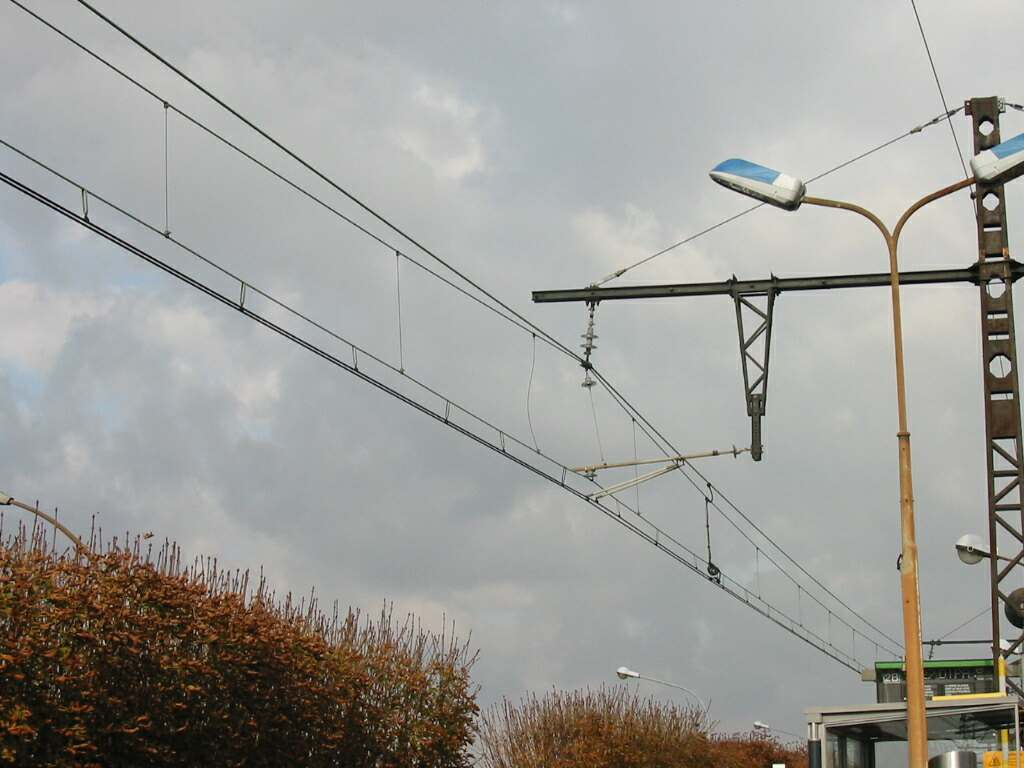
Une caténaire 1 500 V.
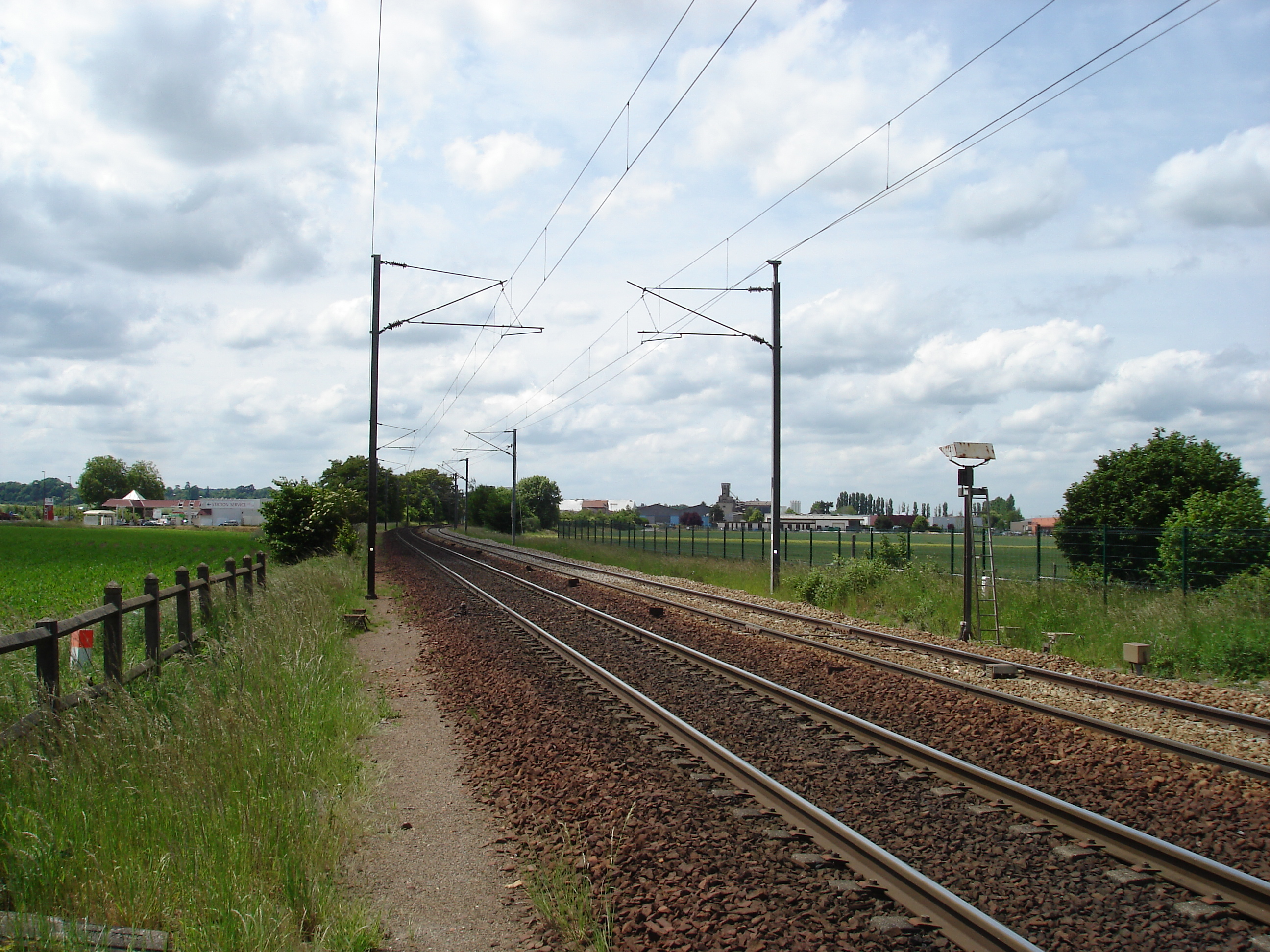
Caténaire 25 kV, entre Plaisir et Dreux.
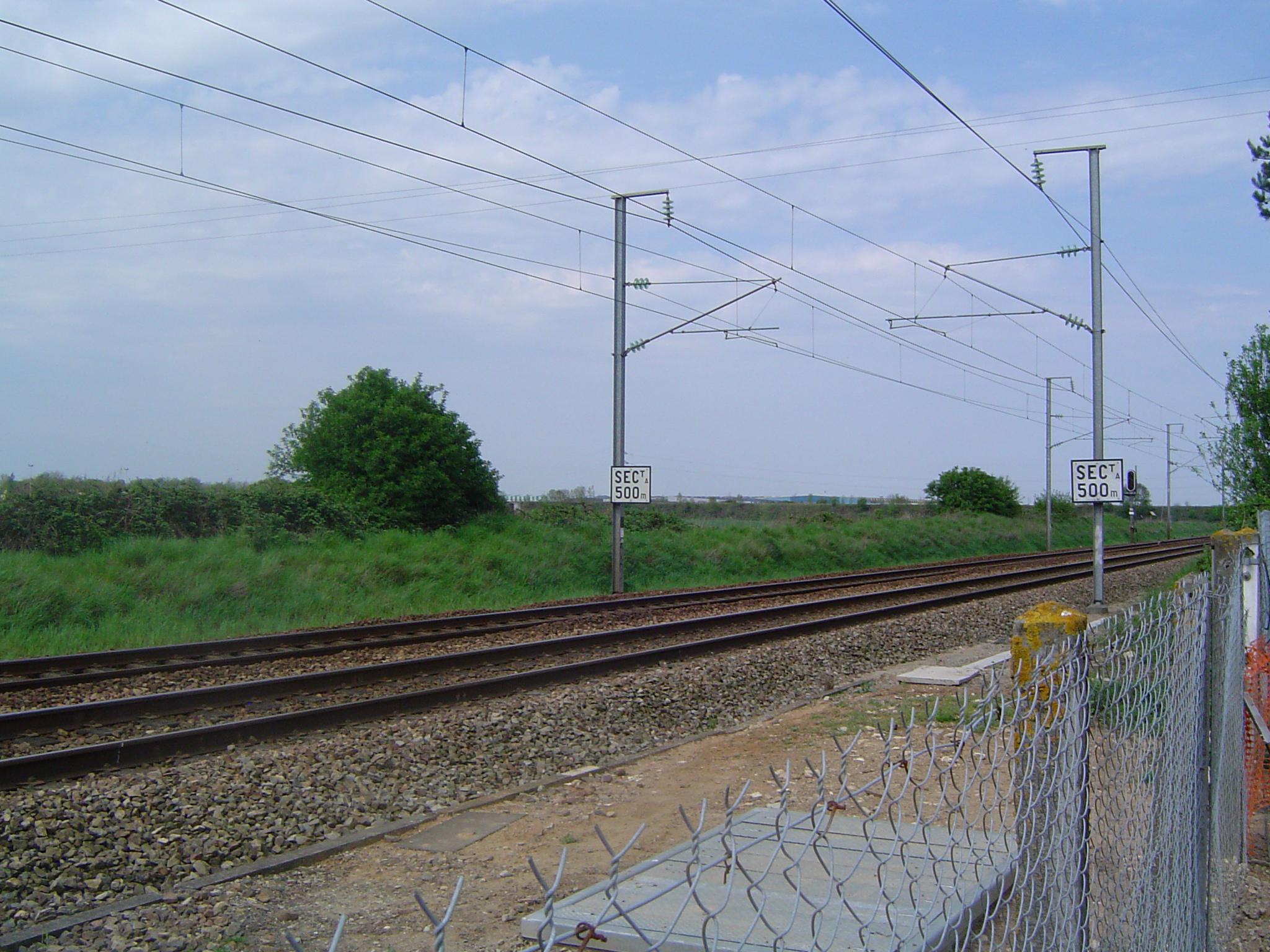
Une caténaire 2 × 25 kV, entre Paris et Caen.

#### Sous-stations doubles en 2 × 25 kV
Sur les LGV récentes, deux sous-stations sont accolées, protégées par un même disjoncteur 225 kV — par ailleurs très coûteux — alimentant chacune un des deux secteurs contigus. La composition vectorielle mathématique permettant de ne voir  qu'une seule puissance souscrite d'où économies sur 3 tableaux, en supprimant le coût d'une deuxième ligne RTE et en ayant un seul transformateur de secours,

### Autres systèmes
12 kV 16⅔ Hz alternatifCette tension a été utilisée par la Compagnie du Midi jusqu'à 1920, quand l'autorité militaire a imposé la ré-électrification du réseau en 1500 V continu, du fait que ce système aurait permis de faire circuler les locomotives de l'ennemi de l'époque (l'Allemagne avec la Deutsche Reichsbahn, équipée de locomotives 15 kV 16 ²⁄₃ Hz). Seule la ligne Perpignan - Villefranche-de-Conflent a conservé cette tension jusqu'au début des années 1970, quand la traction électrique, faute d'engins, a été abandonnée au profit de la traction thermique, mais les installations conservées ont été converties au 1500 V lors de l'électrification Narbonne - Portbou.
850 V continu, troisième railCe type d'alimentation est utilisé sur la ligne de Cerdagne.
800 V continu, troisième railCette tension d'alimentation est utilisée sur la ligne de Saint-Gervais-les-Bains-Le Fayet à Vallorcine (frontière), ainsi que sur la ligne Martigny - Chatelard (aujourd'hui TMR Mont Blanc Express).
750 V continu, troisième railC'est le type d'alimentation qui a été utilisé, avant ré-électrification, sur les réseaux banlieue Saint-Lazare  vers le 25 kV et Invalides vers le 1500V (RER C).
600 V continu, troisième railCe type d'alimentation fut utilisé à partir de 1900 par la compagnie du P.O. (Paris - Orléans) entre la Gare d'Orsay et la Gare d'Austerlitz puis vers Juvisy.
750 V continu, ligne aérienne de contact (caténaire)Cette disposition a été adoptée sur le réseau ferré national, sur la ligne de Bondy à Aulnay sous Bois (958 000), exploitée en système Tram-Train, au niveau de la bifurcation, afin de faciliter l'accès au domaine purement "Tramway" en direction de l'hôpital de Montfermeil. De même, sur le tram-train Nantes-Châteaubriant, le parcours urbain, bien que situé entièrement sur plateforme du réseau ferré national, le 750v y permet le croisement à niveau avec la ligne de tramway urbain sans artifices coûteux.

## Chronologie de l'électrification du réseau ferré en France
Les premières électrifications ont concerné les transports urbains et les trains de mine. La première traction électrique d'un train en France s'est déroulée fin novembre 1893 sur la section allant du tunnel de Montmartre (372 m) à celui de la Béraudière (200 m), tous deux à Saint-Étienne, pour le transport du charbon. L'exploitation a duré de 1894 à 1896. La locomotive étant alimentée par troisième rail. Il faudra attendre 1900 et l'électrification des lignes de banlieue au départ des gares parisiennes des Invalides et du quai d'Orsay pour voir en France des travaux d'électrification sur une ligne principale.

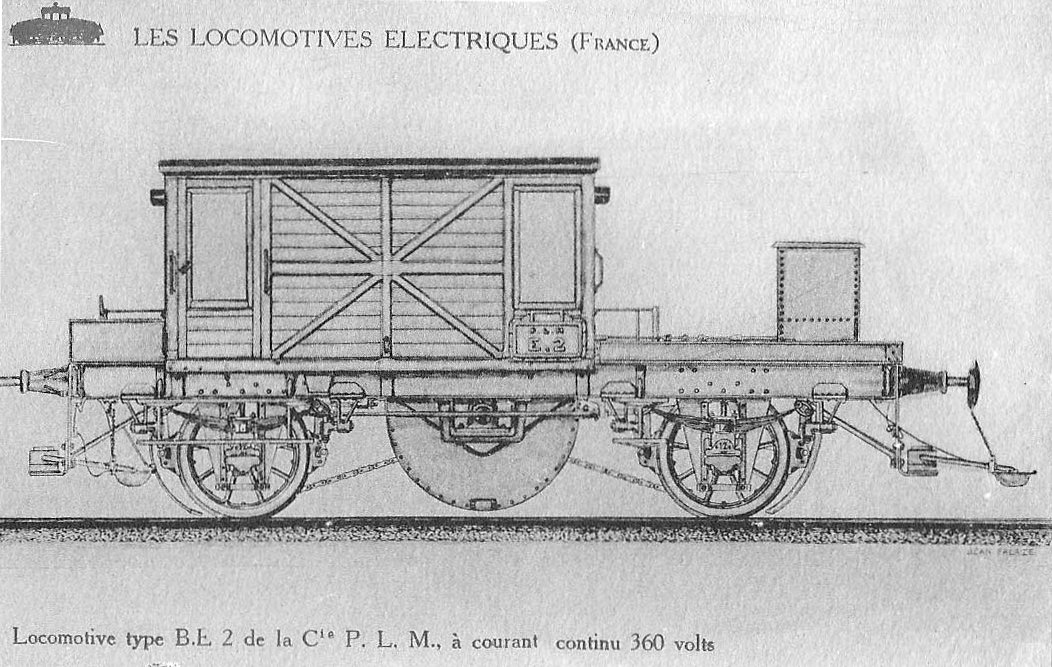
Première liaison régulière électrique en France (hors transports urbains) à Saint-Étienne en 1894 (troisième rail 360 V).
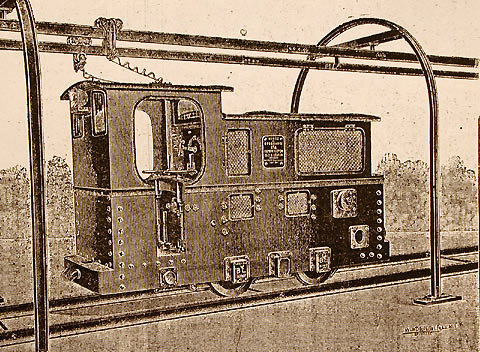
Locomotive de mine à Godbrange, 1897.
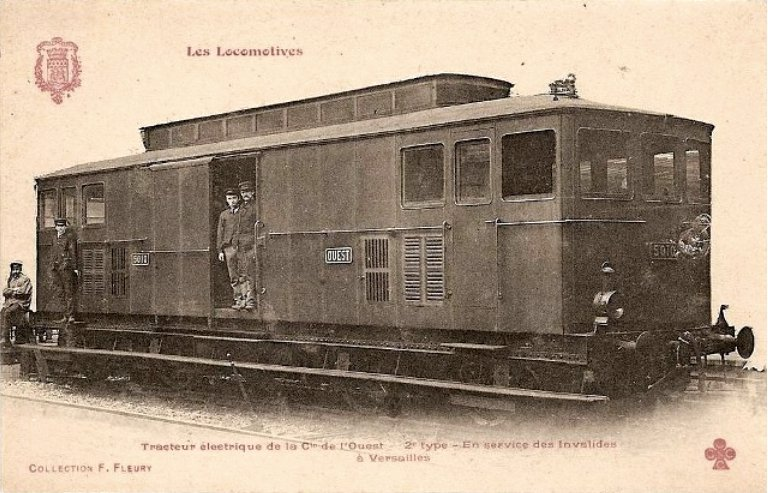
Locomoteur 5000 de l'Ouest, 1900, alimenté en 650 V par 3e rail sur la ligne des Invalides.
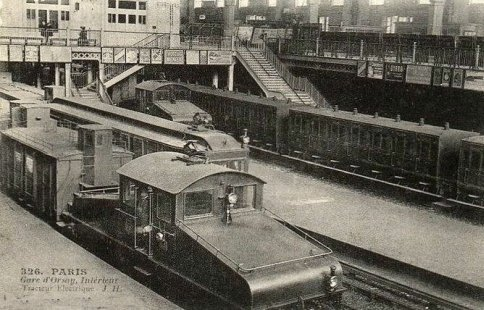
Boîte à sel du PO, 1900, alimentée en 600 V par 3e rail sur la ligne de Quai-d'Orsay.
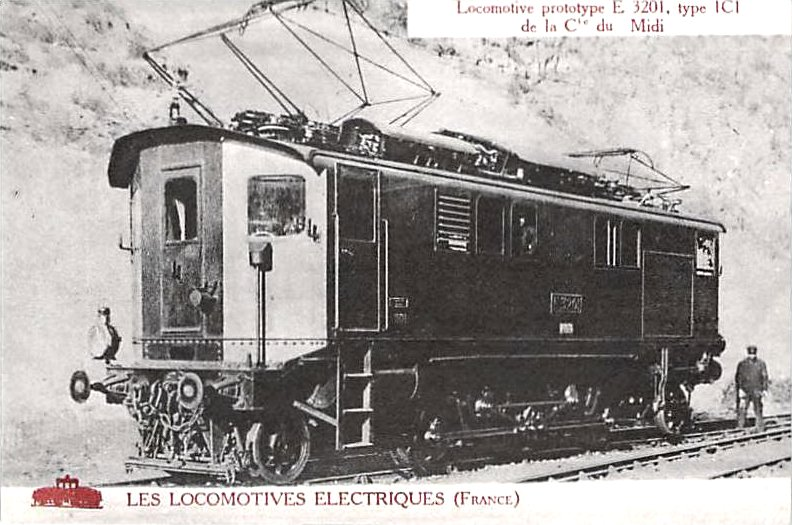
1C1 E 3201 du Midi, 1912, sous la caténaire 12 kV 16 ²⁄₃ Hz de la ligne de Perpignan à Villefranche.

Le tableau suivant établit la chronologie des opérations concernant l'électrification des lignes du réseau ferré en France. Il s'agit :
- essentiellement de la mise en service (à distinguer de la mise sous tension) d'installations électriques (catenaires par exemple) permettant la circulation de trains électriques ;
- des opérations de réélectrification, c'est-à-dire de modification substantielle de systèmes d'alimentation en électricité (changement de système, de courant, etc) ;
- des opérations de désélectrification, c'est-à-dire de la mise hors service d'installations électriques permettant la circulation de trains électriques ;
- des fermetures de ligne entrainant la fin de l'exploitation de trains électriques.

### Avant 1940
| Année de mise en service | Date de mise en service | Ligne                                                              | Section électrifiée                                                | Longueur | Tension                        | Contact              | Commentaire                                                     |
| ------------------------ | ----------------------- | ------------------------------------------------------------------ | ------------------------------------------------------------------ | -------- | ------------------------------ | -------------------- | --------------------------------------------------------------- |
| 1895                     | 1895                    | Ligne de Saint-Germain-Grande-Ceinture à Saint-Germain-en-Laye     | Saint-Germain - Grande-Ceinture à Saint-Germain-en-Laye            | 2,8      | 400 V CC                       | 3e rail              | Électrification expérimentale (expérimentation arrêtée en 1899) |
| 1900                     | 12 avril 1900           | Ligne des Invalides à Versailles-Rive-Gauche                       | Invalides à Issy-Plaine                                            |          | 650 V CC                       | 3e rail              |                                                                 |
| 1900                     | 28 mai 1900             | Ligne de Quai-d'Orsay à Paris-Austerlitz                           | Paris-Quai-d'Orsay à Paris-Austerlitz                              |          | 600 V CC                       | 3e rail              |                                                                 |
| 1901                     | 1er juillet 1901        | Ligne des Invalides à Versailles-Rive-Gauche                       | Issy-Plaine à Meudon-Val Fleury                                    |          | 650 V CC                       | 3e rail              |                                                                 |
| 1901                     | 25 juillet 1901         | Ligne de Saint-Gervais-les-Bains-Le Fayet à Vallorcine (frontière) | Saint-Gervais-les-Bains-Le Fayet à Vallorcine                      |          | 600 V CC                       | 3e rail              | Tension relevée à 800 V en 1958                                 |
| 1902                     | 31 mai 1902             | Ligne des Invalides à Versailles-Rive-Gauche                       | Meudon-Val Fleury à Versailles-Rive-Gauche                         |          | 650 V CC                       | 3e rail              |                                                                 |
| 1903                     | décembre 1903           | Ligne de Paris-Austerlitz à Bordeaux-Saint-Jean                    | Paris-Austerlitz à Juvisy-sur-Orge                                 |          | 600 V CC                       | 3e rail              |                                                                 |
| 1910                     | 1910                    | Ligne de Cannes-la-Bocca à Grasse                                  | Grasse à Mouans-Sartoux                                            |          | 12 kV 25 Hz                    | Caténaire            | Électrification expérimentale                                   |
| 1913                     | 1913                    | Ligne de Perpignan à Villefranche - Vernet-les-Bains               | Perpignan à Villefranche - Vernet-les-Bains                        |          | 12 kV 16 ²⁄₃ Hz                | Caténaire simple     |                                                                 |
| 1913                     | 3 mai 1913              | Ligne de Toulouse à Bayonne                                        | Tarbes à Lourdes                                                   |          | 12 kV 16 ²⁄₃ Hz                | Caténaire simple     |                                                                 |
| 1913                     | 1er novembre 1913       | Ligne de Toulouse à Bayonne                                        | Lourdes à Pau                                                      |          | 12 kV 16 ²⁄₃ Hz                | Caténaire simple     |                                                                 |
| 1914                     | 1914                    | Ligne de Lourdes à Pierrefitte-Nestalas                            | Intégralité                                                        | 20       | 12 kV 16 ²⁄₃ Hz                | Caténaire simple     |                                                                 |
| 1914                     | 25 juin 1914            | Ligne de Toulouse à Bayonne                                        | Tarbes à Montréjeau - Gourdan-Polignan                             |          | 12 kV 16 ²⁄₃ Hz                | Caténaire simple     |                                                                 |
| 1914                     | 1914                    | Ligne de Cannes-la-Bocca à Grasse                                  | Grasse à Mouans-Sartoux                                            |          | Désélectrification 12 kV 25 Hz | Caténaire simple     | Électrification expérimentale                                   |
| 1917                     | 1917                    | Tunnel ferroviaire du Fréjus                                       | Modane à frontière italienne                                       |          | 3 600 V 16 ²⁄₃ Hz              | Double caténaire     | Courant triphasé par 2 caténaires                               |
| 1917                     | 1917                    | Ligne de Lannemezan à Arreau - Cadéac                              | Intégralité                                                        | 25       | 12 kV 16 ²⁄₃ Hz                | Caténaire simple     |                                                                 |
| 1921                     | 1921                    | Ligne de Choisy-le-Roi à Massy - Verrières                         | Choisy-le-Roi à Orly-Ville                                         |          | 850 V CC                       | 3e rail              |                                                                 |
| 1922                     | 30 octobre 1922         | Ligne de Toulouse à Bayonne                                        | Pau à Tarbes                                                       |          | 1 500 V CC                     | Caténaire Midi       | Conversion au 1,5 kV CC                                         |
| 1923                     | octobre 1923            | Ligne de Toulouse à Bayonne                                        | Tarbes à Montréjeau et Montréjeau à Gourdan-Polignan               |          | 1 500 V CC                     | Caténaire Midi       | Conversion au 1,5 kV CC                                         |
| 1923                     | 1923                    | Ligne de Lannemezan à Arreau - Cadéac                              | Intégralité                                                        | 25       | 1 500 V CC                     | Caténaire Midi       | Conversion au 1,5 kV CC                                         |
| 1923                     | 1923                    | Ligne de Lourdes à Pierrefitte-Nestalas                            | Intégralité                                                        | 20       | 1 500 V CC                     | Caténaire Midi       | Conversion au 1,5 kV CC                                         |
| 1924                     | avril 1924              | Ligne de Toulouse à Bayonne                                        | Montréjeau à Gourdan-Polignan et Gourdan-Polignan à Boussens       |          | 1 500 V CC                     | Caténaire Midi       | Adaptation ultérieure à la caténaire polygonale                 |
| 1924                     | 27 avril 1924           | Ligne de Paris-Saint-Lazare à Versailles-Rive-Droite               | Paris-Saint-Lazare à Bécon-les-Bruyères                            |          | 750 V CC                       | 3e rail              |                                                                 |
| 1924                     | juillet 1924            | Ligne de Toulouse à Bayonne                                        | Boussens à Toulouse (Toulouse-Matabiau)                            |          | 1 500 V CC                     | Caténaire Midi       | Adaptation ultérieure à la caténaire polygonale                 |
| 1924                     | 1924                    | Ligne de Brétigny à La Membrolle-sur-Choisille                     | Brétigny-sur-Orge à Dourdan                                        |          | 1 500 V CC                     | Caténaire polygonale |                                                                 |
| 1925                     | 2 janvier 1925          | Ligne de Pont-Cardinet à Auteuil – Boulogne                        | Intégralité                                                        | 8        | 750 V CC                       | 3e rail              |                                                                 |
| 1925                     | 2 janvier 1925          | Ligne de Toulouse à Bayonne                                        | Pau à Puyoô                                                        |          | 1 500 V CC                     | Caténaire Midi       |                                                                 |
| 1925                     | 2 janvier 1925          | Ligne de Puyoô à Dax                                               | Puyoô à Dax                                                        |          | 1 500 V CC                     | Caténaire Midi       |                                                                 |
| 1925                     | 2 janvier 1925          | Ligne de Montréjeau - Gourdan-Polignan à Luchon                    | Montréjeau à Gourdan-Polignan et Gourdan-Polignan à Luchon         |          | 1 500 V CC                     | Caténaire Midi       |                                                                 |
| 1925                     | août 1925               | Ligne de Culoz à Modane (frontière)                                | Chambéry (Chambéry - Challes-les-Eaux) à Saint-Pierre-d'Albigny    |          | 1 500 V CC                     | 3e rail              |                                                                 |
| 1925                     | 13 octobre 1925         | Ligne de Paris-Austerlitz à Bordeaux-Saint-Jean                    | Juvisy-sur-Orge à Étampes                                          |          | 1 500 V CC                     | Caténaire polygonale |                                                                 |
| 1926                     | 1926                    | Ligne de Bordeaux-Saint-Jean à Irun                                | Bordeaux (Bordeaux-Saint-Jean) à Bifurcation de Talence            |          | 1 500 V CC                     | Caténaire Midi       | Adaptation ultérieure à la caténaire polygonale                 |
| 1926                     | 27 juin 1926            | Ligne de Paris-Saint-Lazare à Saint-Germain-en-Laye                | Bécon-les-Bruyères à Rueil-Malmaison                               |          | 750 V CC                       | 3e rail              |                                                                 |
| 1926                     | 22 décembre 1926        | Ligne de Paris-Austerlitz à Bordeaux-Saint-Jean                    | Étampes à Orléans                                                  |          | 1 500 V CC                     | Caténaire polygonale |                                                                 |
| 1926                     | 22 décembre 1926        | Ligne des Aubrais - Orléans à Montauban-Ville-Bourbon              | Les Aubrais - Orléans à Vierzon                                    |          | 1 500 V CC                     | Caténaire polygonale |                                                                 |
| 1927                     | 20 mars 1927            | Ligne de Paris-Saint-Lazare à Saint-Germain-en-Laye                | Rueil-Malmaison à Saint-Germain-en-Laye                            |          | 750 V CC                       | 3e rail              |                                                                 |
| 1927                     | 20 mars 1927            | Ligne de Saint-Germain-Grande-Ceinture à Saint-Germain-en-Laye     | Saint-Germain - Grande-Ceinture à Saint-Germain-en-Laye            | 2,8      | 750 V CC                       | 3e rail              | Modification de l'électrification                               |
| 1927                     | Juin 1927               | Ligne de Paris-Austerlitz à Bordeaux-Saint-Jean                    | Paris-Austerlitz à Juvisy-sur-Orge                                 |          | 1 500 V CC                     | Caténaire polygonale | Conversion au 1,5 kV CC                                         |
| 1927                     | Juin 1927               | Ligne de Bordeaux-Saint-Jean à Irun                                | Bifurcation de Talence à Lamothe                                   |          | 1 500 V CC                     | Caténaire Midi       | Adoption ultérieure à la caténaire polygonale                   |
| 1927                     | Juin 1927               | Ligne de Lamothe à Arcachon                                        | Lamothe à Arcachon                                                 |          | 1 500 V CC                     | Caténaire Midi       |                                                                 |
| 1927                     | 1927                    | Ligne de Portet-Saint-Simon à Puigcerda (frontière)                | Toulouse (Toulouse-Matabiau) à Ax-les-Thermes                      |          | 1 500 V CC                     | Caténaire Midi       |                                                                 |
| 1927                     | 1927                    | Ligne de Bordeaux-Saint-Jean à Irun                                | Lamothe à Irun                                                     |          | 1 500 V CC                     | Caténaire Midi       | Adoption ultérieure à la caténaire polygonale de Lamothe à Dax  |
| 1927                     | 1927                    | Ligne de Choisy-le-Roi à Massy - Verrières                         | Choisy-le-Roi à Orly-Ville                                         |          | 1 500 V CC                     | Caténaire simple     | Réélectrification                                               |
| 1927                     | 1927                    | Ligne de Quai-d'Orsay à Paris-Austerlitz                           | Musée d'Orsay à Paris-Austerlitz                                   |          | 1 500 V CC                     | Caténaire polygonale | Réélectrification                                               |
| 1928                     | Juillet 1928            | Ligne de Pau à Canfranc (frontière)                                | Pau à Canfranc                                                     |          | 1 500 V CC                     | Caténaire Midi       |                                                                 |
| 1928                     | Juillet 1928            | Ligne de Buzy à Laruns-Eaux-Bonnes-Les Eaux-Chaudes                | Intégralité                                                        |          | 1 500 V CC                     | Caténaire Midi       |                                                                 |
| 1928                     | 22 juillet 1928         | Ligne de Paris-Saint-Lazare à Versailles-Rive-Droite               | Bécon-les-Bruyères à Versailles-Rive-Droite                        |          | 750 V CC                       | 3e rail              |                                                                 |
| 1928                     | 22 juillet 1928         | Ligne de Puteaux à Issy-Plaine                                     | Puteaux à Issy-Plaine                                              |          | 750 V CC                       | 3e rail              |                                                                 |
| 1929                     | 29 juillet 1929         | Ligne de Portet-Saint-Simon à Puigcerda (frontière)                | Ax-les-Thermes à La Tour-de-Carol                                  |          | 1 500 V CC                     | Caténaire Midi       |                                                                 |
| 1929                     | 20 août 1929            | Ligne de Culoz à Modane (frontière)                                | Saint-Pierre-d'Albigny à Saint-Jean-de-Maurienne                   |          | 1 500 V CC                     | 3e rail              |                                                                 |
| 1930                     | 5 mai 1930              | Ligne de Culoz à Modane (frontière)                                | Saint-Jean-de-Maurienne à Modane                                   |          | 1 500 V CC                     | 3e rail              |                                                                 |
| 1930                     | 1930                    | Ligne de Toulouse à Bayonne                                        | Puyoô à Bayonne                                                    |          | 1 500 V CC                     | Caténaire Midi       |                                                                 |
| 1930                     | 1930                    | Ligne de Bayonne à Saint-Jean-Pied-de-Port                         | Bayonne à Cambo-les-Bains                                          |          | 1 500 V CC                     | Caténaire Midi       |                                                                 |
| 1930                     | 1930                    | Ligne de Puyoô à Mauléon                                           | Intégralité                                                        | 45       | 1 500 V CC                     | Caténaire Midi       |                                                                 |
| 1931                     | 15 mai 1931             | Ligne de Saint-Cloud à Saint-Nom-la-Bretèche - Forêt-de-Marly      | Saint-Cloud à Saint-Nom-la-Bretèche - Forêt-de-Marly               |          | 750 V CC                       | 3e rail              |                                                                 |
| 1931                     | 29 juillet 1931         | Ligne de Béziers à Neussargues                                     | Béziers à Bédarieux                                                |          | 1 500 V CC                     | Caténaire Midi       |                                                                 |
| 1931                     | 20 octobre 1931         | Ligne de Béziers à Neussargues                                     | Bédarieux à Millau                                                 |          | 1 500 V CC                     | Caténaire Midi       |                                                                 |
| 1931                     | 21 octobre 1931         | Ligne de Béziers à Neussargues                                     | Millau à Sévérac-le-Château                                        |          | 1 500 V CC                     | Caténaire Midi       |                                                                 |
| 1931                     | 1931                    | Ligne de Bayonne à Saint-Jean-Pied-de-Port                         | Cambo-les-Bains à Saint-Jean-Pied-de-Port                          |          | 1 500 V CC                     | Caténaire Midi       |                                                                 |
| 1932                     | 10 mai 1932             | Ligne de Béziers à Neussargues                                     | Sévérac-le-Château à Neussargues                                   |          | 1 500 V CC                     | Caténaire Midi       |                                                                 |
| 1933                     | 15 mai 1933             | Ligne de Belfort à Delle                                           | Delle à la frontière suisse                                        | 0,6      | 15 kV - 16⅔ Hz                 | Caténaire simple     | Jonction avec la Suisse                                         |
| 1933                     | 19 juillet 1933         | Ligne de Paris-Austerlitz à Bordeaux-Saint-Jean                    | Les Aubrais - Orléans à Tours                                      |          | 1 500 V CC                     | Caténaire polygonale |                                                                 |
| 1934                     | 4 juillet 1934          | Ligne de Ravezies à Pointe-de-Grave                                | Totalité                                                           |          | 1 500 V CC                     | Caténaire Midi       |                                                                 |
| 1935                     | 20 décembre 1935        | Ligne de Bordeaux-Saint-Jean à Sète-Ville                          | Toulouse (Toulouse-Matabiau) à Montauban (Montauban-Ville-Bourbon) |          | 1 500 V CC                     | Caténaire Midi       | Adoption ultérieure à la caténaire polygonale                   |
| 1935                     | 20 décembre 1935        | Ligne de Bordeaux-Saint-Jean à Sète-Ville                          | Toulouse (Toulouse-Matabiau) à Narbonne                            |          | 1 500 V CC                     | Caténaire Midi       | Adoption ultérieure à la caténaire polygonale                   |
| 1935                     | 20 décembre 1935        | Ligne de Bordeaux-Saint-Jean à Sète-Ville                          | Narbonne à Sète                                                    |          | 1 500 V CC                     | Caténaire Midi       | Adoption ultérieure à la caténaire polygonale                   |
| 1935                     | 15 mai 1935             | Ligne des Aubrais - Orléans à Montauban-Ville-Bourbon              | Vierzon (Vierzon-Ville) à Châteauroux                              |          | 1 500 V CC                     | Caténaire polygonale |                                                                 |
| 1935                     | 15 mai 1935             | Ligne des Aubrais - Orléans à Montauban-Ville-Bourbon              | Châteauroux à Brive-la-Gaillarde                                   |          | 1 500 V CC                     | Caténaire polygonale |                                                                 |
| 1936                     | 5 janvier 1936          | Ligne de Paris-Saint-Lazare à Ermont - Eaubonne                    | Paris-Saint-Lazare à Argenteuil                                    |          | 750 V CC                       | 3e rail              |                                                                 |
| 1936                     | 1936                    | Ligne de Saint-Germain-Grande-Ceinture à Saint-Germain-en-Laye     | Saint-Germain - Grande-Ceinture à Saint-Germain-en-Laye            | 2,8      | Désélectrification 750 V CC    | 3e rail              | Fermeture de Ligne                                              |
| 1936                     | 1936                    | Ligne de Culoz à Modane (frontière)                                | Chambéry (Chambéry - Challes-les-Eaux) à Culoz                     |          | 1 500 V CC                     | Caténaire polygonale |                                                                 |
| 1937                     | 8 mai 1937              | Ligne de Paris-Montparnasse à Brest                                | Paris-Montparnasse au Mans                                         |          | 1 500 V CC                     | Caténaire polygonale |                                                                 |
| 1937                     | 16 novembre 1937        | Ligne de Paris à Limours                                           | Luxembourg à Robinson via Bourg-la-Reine                           | 10,2     | 1 500 V CC                     | Caténaire polygonale | Cession de la ligne à la CMP                                    |
| 1937                     | 23 novembre 1937        | Ligne de Paris à Limours                                           | Bourg-la-Reine à Massy-Palaiseau                                   | 6,8      | 1 500 V CC                     | Caténaire polygonale | Cession de la ligne à la CMP                                    |
| 1938                     | 2 août 1938             | Ligne de Paris-Austerlitz à Bordeaux-Saint-Jean                    | Tours à Angoulême                                                  | 210      | 1 500 V CC                     | Caténaire polygonale |                                                                 |
| 1938                     | 3 décembre 1938         | Ligne de Paris à Limours                                           | Massy - Palaiseau à Saint-Rémy-lès-Chevreuse                       | 16       | 1 500 V CC                     | Caténaire polygonale |                                                                 |
| 1938                     | 13 décembre 1938        | Ligne de Paris-Austerlitz à Bordeaux-Saint-Jean                    | Angoulême à Bordeaux (Bordeaux-Saint-Jean)                         | 134      | 1 500 V CC                     | Caténaire polygonale |                                                                 |

### 1940 - 1959
| Année de mise en service | Date de mise en service | Ligne                                                                                            | Section électrifiée                                                                 | Longueur | Tension sélectionnée | Contact              | Commentaire                                                       |
| ------------------------ | ----------------------- | ------------------------------------------------------------------------------------------------ | ----------------------------------------------------------------------------------- | -------- | -------------------- | -------------------- | ----------------------------------------------------------------- |
| 1943                     | 26 octobre 1943         | Ligne des Aubrais - Orléans à Montauban-Ville-Bourbon                                            | Brive-la-Gaillarde à Montauban (Montauban-Ville-Bourbon)                            | 163      | 1 500 V CC           | Caténaire polygonale |                                                                   |
| 1945                     | 12 octobre 1945         | Ligne de la grande ceinture de Paris                                                             | Valenton à Juvisy-sur-Orge via Poste R d'Orly                                       | 11       | 1 500 V CC           | Caténaire polygonale |                                                                   |
| 1947                     | 4 février 1947          | Ligne de la grande ceinture de Paris                                                             | Savigny-sur-Orge à Versailles-Chantiers                                             | 30       | 1 500 V CC           | Caténaire polygonale |                                                                   |
| 1947                     | 1er avril 1947          | Ligne de Choisy-le-Roi à Massy - Verrières                                                       | Orly à Massy - Verrières                                                            | 13       | 1 500 V CC           | Caténaire polygonale |                                                                   |
| 1947                     | 30 octobre 1947         | Ligne de Tarascon à Sète-Ville                                                                   | Nîmes à Sète                                                                        | 79       | 1 500 V CC           | Caténaire polygonale |                                                                   |
| 1949                     | 12 décembre 1949        | Ligne de Paris-Lyon à Marseille-Saint-Charles                                                    | Laroche - Migennes à Dijon (Dijon-Ville)                                            | 159      | 1 500 V CC           | Caténaire polygonale |                                                                   |
| 1950                     | 15 juin 1950            | Ligne d'Aix-les-Bains-Le Revard à Annemasse                                                      | Aix-les-Bains (Aix-les-Bains-Le Revard) à Annecy                                    | 40       | 20 kV - 50 Hz        | Caténaire simple     |                                                                   |
| 1950                     | 10 août 1950            | Ligne de Paris-Lyon à Marseille-Saint-Charles                                                    | Paris-Gare-de-Lyon à Laroche - Migennes                                             | 156      | 1 500 V CC           | Caténaire polygonale |                                                                   |
| 1950                     | 10 août 1950            | Ligne de Villeneuve-Saint-Georges à Montargis                                                    | Villeneuve-Saint-Georges à Corbeil-Essonnes                                         | 22       | 1 500 V CC           | Caténaire polygonale |                                                                   |
| 1950                     | 10 août 1950            | Ligne de Corbeil-Essonnes à Montereau                                                            | Corbeil-Essonnes à Montereau-Fault-Yonne                                            | 59       | 1 500 V CC           | Caténaire polygonale |                                                                   |
| 1950                     | 10 août 1950            | Ligne de Petite Ceinture                                                                         | Bercy à Masséna                                                                     | 1        | 1 500 V CC           | Caténaire polygonale |                                                                   |
| 1951                     | 10 mai 1951             | Ligne d'Aix-les-Bains-Le Revard à Annemasse                                                      | La Roche-sur-Foron à Annecy                                                         | 38       | 20 kV - 50 Hz        | Caténaire simple     |                                                                   |
| 1952                     | 15 janvier 1952         | Ligne de Paris-Lyon à Marseille-Saint-Charles                                                    | Dijon (Dijon-Ville) à Chalon-sur-Saône                                              | 68       | 1 500 V CC           | Caténaire polygonale |                                                                   |
| 1952                     | 26 mai 1952             | Ligne de Paris-Lyon à Marseille-Saint-Charles                                                    | Chalon-sur-Saône à Lyon (Lyon-Perrache)                                             | 142      | 1 500 V CC           | Caténaire polygonale |                                                                   |
| 1952                     | 15 décembre 1952        | Ligne de Lyon-Perrache à Genève (frontière) et ligne de Collonges - Fontaines à Lyon-Guillotière | Lyon-Perrache à Lyon-Saint-Clair                                                    | 11       | 1 500 V CC           | Caténaire polygonale |                                                                   |
| 1952                     | 15 décembre 1952        | Ligne de Collonges - Fontaines à Lyon-Guillotière                                                | Collonges - Fontaines à Lyon (Lyon-Saint-Clair)                                     |          | 1 500 V CC           | Caténaire polygonale |                                                                   |
| 1953                     | 15 janvier 1953         | Ligne de Lyon-Saint-Paul à Montbrison                                                            | Lyon-Saint-Paul à Lyon-Vaise                                                        | 5        | 1 500 V CC           | Caténaire polygonale |                                                                   |
| 1953                     | 22 septembre 1953       | Ligne de Lyon-Perrache à Genève (frontière)                                                      | Lyon (Lyon-Saint-Clair) à Culoz                                                     | 93       | 1 500 V CC           | Caténaire polygonale |                                                                   |
| 1953                     | 15 novembre 1953        | Ligne d'Aix-les-Bains-Le Revard à Annemasse                                                      | Aix-les-Bains (Aix-les-Bains-Le Revard) à La Roche-sur-Foron                        |          | 25 kV - 50 Hz        | Caténaire simple     | Conversion à la tension 25 kV - 50 Hz                             |
| 1954                     | 13 mai 1954             | Ligne de Paris-Lyon à Marseille-Saint-Charles                                                    | Lyon (Lyon-Perrache) à Chasse-sur-Rhône                                             | 17       | 1 500 V CC           | Caténaire polygonale |                                                                   |
| 1954                     | 13 mai 1954             | Ligne de Lyon-Saint-Paul à Montbrison                                                            | Lyon (Lyon-Gorge-du-Loup) à Charbonnières-les-Bains                                 | 9        | 1 500 V CC           | Caténaire polygonale |                                                                   |
| 1954                     | 2 juillet 1954          | Ligne de Fives à Hirson                                                                          | Valenciennes à Hirson et Hirson au raccordement d'Aulnoye-Aymeries no 1             |          | 25 kV - 50 Hz        | Caténaire simple     |                                                                   |
| 1954                     | 2 juillet 1954          | Ligne d'Hirson à Amagne - Lucquy                                                                 | Hirson à Liart                                                                      |          | 25 kV - 50 Hz        | Caténaire simple     |                                                                   |
| 1954                     | 2 juillet 1954          | Ligne de Liart à Tournes                                                                         | Liart à Tournes                                                                     |          | 25 kV - 50 Hz        | Caténaire simple     |                                                                   |
| 1954                     | 2 juillet 1954          | Ligne de Charleville-Mézières à Hirson (par Auvillers)                                           | Charleville-Mézières à Tournes                                                      |          | 25 kV - 50 Hz        | Caténaire simple     |                                                                   |
| 1954                     | 2 juillet 1954          | Ligne de Soissons à Givet                                                                        | Mohon à Charleville-Mézières                                                        |          | 25 kV - 50 Hz        | Caténaire simple     |                                                                   |
| 1954                     | 2 juillet 1954          | Ligne de Mohon à Thionville                                                                      | Mohon à Lumes                                                                       |          | 25 kV - 50 Hz        | Caténaire simple     |                                                                   |
| 1954                     | 28 juillet 1954         | Ligne d'Aix-les-Bains-Le Revard à Annemasse                                                      | La Roche-sur-Foron à Annemasse                                                      | 17       | 25 kV - 50 Hz        | Caténaire simple     |                                                                   |
| 1955                     | 17 février 1955         | Ligne de Mâcon à Ambérieu                                                                        | Mâcon (Mâcon-Ville) à Ambérieu-en-Bugey                                             | 68       | 1 500 V CC           | Caténaire polygonale |                                                                   |
| 1955                     | 6 mai 1955              | Ligne de Mohon à Thionville                                                                      | Lumes à Audun-le-Roman                                                              | 111      | 25 kV - 50 Hz        | Caténaire simple     |                                                                   |
| 1955                     | 6 mai 1955              | Ligne de Montmédy à Écouviez                                                                     | Montmédy à Ecouviez                                                                 | 3        | 25 kV - 50 Hz        | Caténaire simple     |                                                                   |
| 1955                     | 2 juin 1955             | Ligne de Longuyon à Onville et Pagny-sur-Moselle                                                 | Longuyon à Baroncourt                                                               | 23       | 25 kV - 50 Hz        | Caténaire simple     |                                                                   |
| 1955                     | 2 juin 1955             | Ligne de Baroncourt à Audun-le-Roman                                                             | Baroncourt à Audun-le-Roman                                                         | 22       | 25 kV - 50 Hz        | Caténaire simple     |                                                                   |
| 1955                     | 24 juin 1955            | Ligne de Mohon à Thionville                                                                      | Audun-le-Roman à Thionville                                                         | 24       | 25 kV - 50 Hz        | Caténaire simple     |                                                                   |
| 1955                     | 16 septembre 1955       | Ligne de Longuyon à Mont-Saint-Martin (vers Athus)                                               | Longuyon à Mont-Saint-Martin                                                        | 20       | 25 kV - 50 Hz        | Caténaire simple     |                                                                   |
| 1955                     | 16 septembre 1955       | Ligne de Longuyon à Onville et Pagny-sur-Moselle                                                 | Baroncourt à Conflans - Jarny                                                       | 20       | 25 kV - 50 Hz        | Caténaire simple     |                                                                   |
| 1955                     | 16 septembre 1955       | Ligne de Knutange - Nilvange à Algrange-Rochonvillers                                            | Hayange à Algrange                                                                  | 6        | 25 kV - 50 Hz        | Caténaire simple     |                                                                   |
| 1955                     | 18 octobre 1955         | Ligne de La Roche-sur-Foron à Saint-Gervais-les-Bains-Le Fayet                                   | La Roche-sur-Foron à Saint-Gervais-les-Bains-Le Fayet                               | 47       | 25 kV - 50 Hz        | Caténaire simple     |                                                                   |
| 1955                     | 22 novembre 1955        | Ligne de Fives à Hirson                                                                          | Lille-Délivrance à Raccordement de Ronchin et Bifurcation de Lesquin à Valenciennes | 63       | 25 kV - 50 Hz        | Caténaire simple     |                                                                   |
| 1955                     | 16 décembre 1955        | Ligne de Lyon-Perrache à Genève (frontière)                                                      | Culoz à Bellegarde-sur-Valserine                                                    | 33       | 1 500 V CC           | Caténaire polygonale |                                                                   |
| 1955                     | décembre 1955           | Ligne de Fives à Abbeville                                                                       | Bifurcation de La-justice à Bifurcation d'Haubourdin                                |          | 25 kV - 50 Hz        | Caténaire simple     |                                                                   |
| 1956                     | 7 février 1956          | Ligne de Thionville à Anzeling                                                                   | Thionville à Anzeling                                                               | 29,6     | 25 kV - 50 Hz        | Caténaire simple     |                                                                   |
| 1956                     | 7 février 1956          | Ligne de Metz-Ville à la frontière allemande vers Überherrn                                      | Anzeling à Hargarten-Falck                                                          | 19,6     | 25 kV - 50 Hz        | Caténaire simple     |                                                                   |
| 1956                     | 14 février 1956         | Ligne de Valleroy-Moineville à Villerupt-Micheville                                              | Audun-le-Roman à Mancieulles                                                        | 12       | 25 kV - 50 Hz        | Caténaire simple     |                                                                   |
| 1956                     | 23 mai 1956             | Ligne de Frasne à Verrières-de-Joux (frontière)                                                  | Pontarlier à Verrières-de-Joux                                                      | 11       | 15 kV 16⅔ Hz         | Caténaire simple     | Électrification au standard des CFF                               |
| 1956                     | 31 juillet 1956         | Ligne de Mohon à Thionville                                                                      | Raccordement d'Uckange                                                              |          | 25 kV - 50 Hz        | Caténaire simple     |                                                                   |
| 1956                     | 9 août 1956             | Ligne de Haguenau à Hargarten - Falck                                                            | Béning à Hargarten                                                                  | 19       | 25 kV - 50 Hz        | Caténaire simple     |                                                                   |
| 1956                     | 9 août 1956             | Ligne de Saint-Hilaire-au-Temple à Hagondange                                                    | Conflans - Jarny à Hagondange                                                       | 28       | 25 kV - 50 Hz        | Caténaire simple     |                                                                   |
| 1956                     | 9 août 1956             | Ligne de Metz-Ville à Zoufftgen                                                                  | Hagondange à Hettange-Grande                                                        | 18       | 25 kV - 50 Hz        | Caténaire simple     |                                                                   |
| 1956                     | 9 août 1956             | Ligne d'Hettange-Grande à Entrange                                                               | Hettange-Grande à Entrange                                                          |          | 25 kV - 50 Hz        | Caténaire simple     |                                                                   |
| 1956                     | 9 août 1956             | Ligne de Valleroy-Moineville à Villerupt-Micheville                                              | Valleroy à Mancieulles                                                              | 19       | 25 kV - 50 Hz        | Caténaire simple     |                                                                   |
| 1956                     | 20 septembre 1956       | Ligne de Lyon-Perrache à Genève (frontière)                                                      | Bellegarde-sur-Valserine à Frontière franco-suisse (Genève)                         | 18       | 1 500 V CC           | Caténaire polygonale |                                                                   |
| 1956                     | 25 septembre 1956       | Ligne de Metz-Ville à Zoufftgen                                                                  | Metz (Metz-Ville) à Hagondange                                                      | 18       | 25 kV - 50 Hz        | Caténaire simple     |                                                                   |
| 1956                     | 25 septembre 1956       | Ligne de Metz-Ville à Zoufftgen                                                                  | Hettange-Grande à Zoufftgen                                                         | 9        | 25 kV - 50 Hz        | Caténaire simple     |                                                                   |
| 1956                     | 23 novembre 1956        | Ligne de Rémilly à Stiring-Wendel                                                                | Rémilly à Forbach                                                                   | 48       | 25 kV - 50 Hz        | Caténaire simple     |                                                                   |
| 1956                     | 23 novembre 1956        | Ligne de Réding à Metz-Ville                                                                     | Remilly à Metz (Metz-Ville)                                                         | 22       | 25 kV - 50 Hz        | Caténaire simple     |                                                                   |
| 1956                     | 17 décembre 1956        | Ligne de Réding à Metz-Ville                                                                     | Remilly à Réding                                                                    | 66       | 25 kV - 50 Hz        | Caténaire simple     |                                                                   |
| 1956                     | 17 décembre 1956        | Ligne de Paris-Est à Strasbourg-Ville                                                            | Sarrebourg à Réding et Réding à Strasbourg                                          | 73       | 25 kV - 50 Hz        | Caténaire simple     |                                                                   |
| 1956                     | 19 décembre 1956        | Ligne de Dijon-Ville à Vallorbe (frontière)                                                      | Dijon (Dijon-Ville) à Dole (Dole-Ville)                                             | 46       | 1 500 V CC           | Caténaire polygonale |                                                                   |
| 1957                     | 8 janvier 1957          | Ligne de Douai à Blanc-Misseron                                                                  | Somain à Valenciennes                                                               | 22       | 25 kV - 50 Hz        | Caténaire simple     |                                                                   |
| 1957                     | 8 janvier 1957          | Ligne d'Aubigny-au-Bac à Somain                                                                  | Somain à Azincourt                                                                  | 7        | 25 kV - 50 Hz        | Caténaire simple     |                                                                   |
| 1957                     | 8 janvier 1957          | Ligne de Fives à Hirson                                                                          | Raccordement de Beuvrages                                                           |          | 25 kV - 50 Hz        | Caténaire simple     |                                                                   |
| 1957                     | 25 janvier 1957         | Ligne de Rémilly à Stiring-Wendel                                                                | Forbach à frontière franco-allemande                                                | 4        | 25 kV - 50 Hz        | Caténaire simple     |                                                                   |
| 1957                     | 2 juin 1957             | Ligne de Strasbourg-Ville à Saint-Louis                                                          | Strasbourg (Strasbourg-Ville) à Saint-Louis                                         |          | 25 kV - 50 Hz        | Caténaire simple     |                                                                   |
| 1957                     | 22 octobre 1957         | Ligne de Paris-Nord à Lille                                                                      | Douai à Ostricourt (Lens)                                                           |          | 25 kV - 50 Hz        | Caténaire simple     |                                                                   |
| 1957                     | 22 octobre 1957         | Ligne de Douai à Blanc-Misseron                                                                  | Douai à Somain                                                                      | 15       | 25 kV - 50 Hz        | Caténaire simple     |                                                                   |
| 1957                     | 26 octobre 1957         | Ligne de Strasbourg-Ville à Saint-Louis                                                          | Saint-Louis à Bâle                                                                  |          | 25 kV - 50 Hz        | Caténaire simple     |                                                                   |
| 1957                     | 17 décembre 1957        | Ligne de Givors-Canal à Chasse-sur-Rhône                                                         | Givors (Givors-Canal) à Chasse-sur-Rhône                                            | 6        | 1 500 V CC           | Caténaire polygonale |                                                                   |
| 1957                     | 17 décembre 1957        | Ligne de Moret - Veneux-les-Sablons à Lyon-Perrache                                              | Lyon (Lyon-Perrache) à Givors (Givors-Canal)                                        | 19       | 1 500 V CC           | Caténaire polygonale |                                                                   |
| 1958                     | 10 janvier 1958         | Ligne de Moret - Veneux-les-Sablons à Lyon-Perrache                                              | Givors (Givors-Canal) à Saint-Étienne (Saint-Étienne-Châteaucreux)                  | 37       | 1 500 V CC           | Caténaire polygonale |                                                                   |
| 1958                     | 26 février 1958         | Ligne de Paris-Nord à Lille                                                                      | Longueau à Douai et Leforest à Lille (Lille-Saint-Sauveur)                          | 120      | 25 kV - 50 Hz        | Caténaire simple     |                                                                   |
| 1958                     | 17 avril 1958           | Ligne de Dijon-Ville à Vallorbe (frontière)                                                      | Dole (Dole-Ville) à Vallorbe                                                        | 101      | 25 kV - 50 Hz        | Caténaire simple     | Dont 2 km en Suisse                                               |
| 1958                     | 17 avril 1958           | Ligne de Frasne à Verrières-de-Joux (frontière)                                                  | Frasne à Pontarlier                                                                 | 16       | 25 kV - 50 Hz        | Caténaire simple     |                                                                   |
| 1958                     | 9 mai 1958              | Ligne de Fives à Abbeville                                                                       | Bifurcation de La-Justice à Lille-Voyageurs                                         |          | 25 kV - 50 Hz        | Caténaire simple     |                                                                   |
| 1958                     | 30 mai 1958             | Ligne d'Arras à Dunkerque-Locale                                                                 | Arras à Lens                                                                        |          | 25 kV - 50 Hz        | Caténaire simple     |                                                                   |
| 1958                     | 30 mai 1958             | Ligne de Lens à Don - Sainghin                                                                   | Lens à Pont-à Vendin                                                                |          | 25 kV - 50 Hz        | Caténaire simple     |                                                                   |
| 1958                     | 22 juillet 1958         | Ligne de Fives à Hirson                                                                          | Lille-Flandres à Bifurcation de Lesquin                                             |          | 25 kV - 50 Hz        | Caténaire simple     |                                                                   |
| 1958                     | 19 septembre 1958       | Ligne de Paris-Lyon à Marseille-Saint-Charles                                                    | Chasse-sur-Rhône à Loriol-sur-Drôme                                                 | 107      | 1 500 V CC           | Caténaire polygonale |                                                                   |
| 1958                     | 25 novembre 1958        | Ligne de Paris-Nord à Lille                                                                      | Longueau à Paris-Nord                                                               | 128      | 25 kV - 50 Hz        | Caténaire simple     | Inauguration complète de la ligne Paris - Lille le 7 janvier 1959 |
| 1959                     | 22 avril 1959           | Ligne de Lérouville à Metz-Ville                                                                 | Lérouville à Metz (Metz-Ville)                                                      | 65       | 25 kV - 50 Hz        | Caténaire simple     |                                                                   |
| 1959                     | 22 avril 1959           | Ligne de Longuyon à Onville et Pagny-sur-Moselle                                                 | Conflans - Jarny à Pagny-sur-Moselle                                                | 37       | 25 kV - 50 Hz        | Caténaire simple     |                                                                   |
| 1959                     | 22 avril 1959           | Ligne de Frouard à Novéant                                                                       | Vandières à Pagny-sur-Moselle                                                       | 3,7      | 25 kV - 50 Hz        | Caténaire simple     |                                                                   |
| 1959                     | 22 avril 1959           | Ligne de Frouard à Novéant                                                                       | Pagny-sur-Moselle à Novéant                                                         |          | 25 kV - 50 Hz        | Caténaire simple     |                                                                   |
| 1959                     | 22 avril 1959           | Ligne de Paris-Est à Strasbourg-Ville                                                            | Revigny à Lérouville                                                                |          | 25 kV - 50 Hz        | Caténaire simple     |                                                                   |
| 1959                     | 21 juillet 1959         | Ligne de la grande ceinture de Paris                                                             | Stains (ligne Paris-Creil) à Noisy-le-Sec                                           | 13       | 25 kV - 50 Hz        | Caténaire simple     |                                                                   |
| 1959                     | 23 juillet 1959         | Ligne de Paris-Lyon à Marseille-Saint-Charles                                                    | Loriol-sur-Drôme à Avignon (Avignon-Centre)                                         | 104      | 1 500 V CC           | Caténaire polygonale |                                                                   |
| 1959                     | 23 juillet 1959         | Ligne de Fives à Abbeville                                                                       | Bifurcation d'Haubourdin à Don-Sainghin                                             |          | 25 kV - 50 Hz        | Caténaire simple     |                                                                   |
| 1959                     | 23 juillet 1959         | Ligne de Lens à Don - Sainghin                                                                   | Pont-à-Vendin à Don-Sainghin                                                        | 10       | 25 kV - 50 Hz        | Caténaire simple     |                                                                   |
| 1959                     | 23 juillet 1959         | Ligne de Fives à Abbeville                                                                       | Haubourdin à Don-Sainghin                                                           | 8        | 25 kV - 50 Hz        | Caténaire simple     |                                                                   |

### 1960 - 1979
| Année de mise sous tension | Date de mise sous tension | Ligne                                                                     | Section électrifiée                                                                                           | Longueur | Tension                            | Contact                                                 | Commentaire                                                                                                  |
| -------------------------- | ------------------------- | ------------------------------------------------------------------------- | --- | -------- | ---------------------------------- | ------------------------------------------------------- | --- |
| 1960                       | 14 janvier 1960           | Ligne de Metz-Ville à la frontière allemande vers Überherrn               | Hargarten à Überherrn                                                                                         | 5        | 25 kV - 50 Hz                      | Caténaire simple                                        | |
| 1960                       | 29 janvier 1960           | Ligne de Fives à Abbeville                                                | Béthune à Lapugnoy                                                                                            | 27       | 25 kV - 50 Hz                      | Caténaire simple                                        | |
| 1960                       | 29 janvier 1960           | Ligne d'Arras à Dunkerque-Locale                                          | Lens à Bif de Fouquereuil                                                                                     |          | 25 kV - 50 Hz                      | Caténaire simple                                        | |
| 1960                       | 11 février 1960           | Ligne de Paris-Est à Strasbourg-Ville                                     | Varangeville à Sarrebourg et raccordement de Réding                                                           | 72       | 25 kV - 50 Hz                      | Caténaire simple                                        | |
| 1960                       | 8 mai 1960                | Ligne de Paris-Lyon à Marseille-Saint-Charles                             | Avignon (Avignon-Centre) à Tarascon                                                                           | 21       | 1 500 V CC                         | Caténaire polygonale                                    | |
| 1960                       | 8 mai 1960                | Ligne de Tarascon à Sète-Ville                                            | Tarascon à Nîmes                                                                                              | 29       | 1 500 V CC                         | Caténaire polygonale                                    | |
| 1960                       | 17 mai 1960               | Ligne de Thionville à Apach                                               | Thionville à Apach                                                                                            | 22       | 25 kV - 50 Hz                      | Caténaire simple                                        | |
| 1960                       | 17 mai 1960               | Ligne de Longueau à Boulogne-Ville                                        | Longueau à Amiens                                                                                             | 11       | 25 kV - 50 Hz                      | Caténaire simple                                        | |
| 1960                       | 8 septembre 1960          | Ligne de Frouard à Novéant                                                | Pagny-sur-Moselle à Frouard                                                                                   |          | 25 kV - 50 Hz                      | Caténaire simple                                        | |
| 1960                       | 8 septembre 1960          | Ligne de Paris-Est à Strasbourg-Ville                                     | Frouard à Toul                                                                                                |          | 25 kV - 50 Hz                      | Caténaire simple                                        | |
| 1960                       | 8 septembre 1960          | Ligne de Culmont - Chalindrey à Toul                                      | Toul à Neufchâteau                                                                                            |          | 25 kV - 50 Hz                      | Caténaire simple                                        | |
| 1960                       | 15 décembre 1960          | Ligne de Paris-Est à Strasbourg-Ville                                     | Lérouville à Toul et Frouard à Varangeville                                                                   | 52       | 25 kV - 50 Hz                      | Caténaire simple                                        | |
| 1961                       | 4 mai 1961                | Ligne de Paris-Est à Strasbourg-Ville                                     | Chalons-en-Champagne à Revigny                                                                                | 66       | 25 kV - 50 Hz                      | Caténaire simple                                        | |
| 1961                       | 16 mai 1961               | ligne de Creil à Jeumont                                                  | Creil à Compiègne                                                                                             | 34       | 25 kV - 50 Hz                      | Caténaire simple                                        | |
| 1961                       | 5 juillet 1961            | Ligne de Paris-Lyon à Marseille-Saint-Charles                             | Tarascon à Miramas                                                                                            | 47       | 1 500 V CC                         | Caténaire polygonale                                    | |
| 1961                       | 26 septembre 1961         | ligne de Creil à Jeumont                                                  | Compiègne à Montescourt                                                                                       | 57       | 25 kV - 50 Hz                      | Caténaire simple                                        | |
| 1961                       | 26 septembre 1961         | Ligne d'Ormoy-Villers à Boves                                             | Verberie à Longueil                                                                                           | 8        | 25 kV - 50 Hz                      | Caténaire simple                                        | |
| 1961                       | 27 septembre 1961         | Ligne de Paris-Est à Strasbourg-Ville                                     | Chézy-sur-Marne à Châlons-en-Champagne                                                                        | 84       | 25 kV - 50 Hz                      | Caténaire simple                                        | |
| 1961                       | 27 septembre 1961         | Ligne de Blesme - Haussignémont à Chaumont                                | Blesme - Haussignémont à Saint-Dizier                                                                         | 18       | 25 kV - 50 Hz                      | Caténaire simple                                        | |
| 1962                       | 1962                      | Ligne de Lourches à Valenciennes                                          | Lourches à Cambrai (Cambrai-Ville)                                                                            |          | 25 kV - 50 Hz                      | Caténaire simple                                        | |
| 1962                       | 10 mai 1962               | Ligne d'Arras à Dunkerque-Locale                                          | Bif de Fouquereuil à Berguette                                                                                | 15       | 25 kV - 50 Hz                      | Caténaire simple                                        | |
| 1962                       | 11 mai 1962               | Ligne de Fontoy à Audun-le-Tiche                                          | Fontoy à Audun-le-Tiche                                                                                       | 22       | 25 kV - 50 Hz                      | Caténaire simple                                        | |
| 1962                       | 15 mai 1962               | ligne de Creil à Jeumont                                                  | Montescourt à Aulnoye                                                                                         | 75       | 25 kV - 50 Hz                      | Caténaire simple                                        | |
| 1962                       | 18 mai 1962               | Ligne d'Épernay à Reims                                                   | Épernay à Reims                                                                                               | 31       | 25 kV - 50 Hz                      | Caténaire simple                                        | |
| 1962                       | 18 mai 1962               | Ligne de Paris-Est à Strasbourg-Ville                                     | Raccordement d'Épernay                                                                                        |          | 25 kV - 50 Hz                      | Caténaire simple                                        | |
| 1962                       | 22 mai 1962               | Ligne de Paris-Est à Strasbourg-Ville                                     | Paris-Est à Chézy-sur-Marne                                                                                   | 88       | 25 kV - 50 Hz                      | Caténaire simple                                        | |
| 1962                       | 22 mai 1962               | Ligne de Bondy à Aulnay-sous-Bois                                         | Bondy à Gargan                                                                                                | 4        | 25 kV - 50 Hz                      | Caténaire simple                                        | |
| 1962                       | 22 juin 1962              | Ligne de Paris-Lyon à Marseille-Saint-Charles                             | Miramas à Marseille (Marseille-Saint-Charles)                                                                 | 58       | 1 500 V CC                         | Caténaire polygonale                                    | |
| 1962                       | 22 juin 1962              | Ligne de Marseille-Saint-Charles à Vintimille (frontière)                 | Marseille-Saint-Charles à Marseille-Blancarde                                                                 |          | 1 500 V CC                         | Caténaire polygonale                                    | |
| 1962                       | 1er juillet 1962          | Ligne d'Arras à Dunkerque-Locale                                          | Berguette à Dunkerque                                                                                         | 58       | 25 kV - 50 Hz                      | Caténaire simple                                        | |
| 1962                       | 18 décembre 1962          | Ligne de Busigny à Somain                                                 | Lourches à Somain                                                                                             | 8        | 25 kV - 50 Hz                      | Caténaire simple                                        | |
| 1963                       | 10 janvier 1963           | ligne de Creil à Jeumont                                                  | Aulnoye à Bif d'Haumont                                                                                       |          | 25 kV - 50 Hz                      | Caténaire simple                                        | |
| 1963                       | 22 mai 1963               | Ligne de Busigny à Somain                                                 | Busigny à Lourches                                                                                            | 43       | 25 kV - 50 Hz                      | Caténaire simple                                        | |
| 1963                       | 29 septembre 1963         | Ligne de La Plaine à Hirson et Anor (frontière)                           | La Plaine à Crépy-en-Valois                                                                                   |          | 25 kV - 50 Hz                      | Caténaire simple                                        | |
| 1963                       | 29 septembre 1963         | Ligne d'Ormoy-Villers à Boves                                             | Ormoy-Villers à Rivécourt                                                                                     |          | 25 kV - 50 Hz                      | Caténaire simple                                        | |
| 1963                       | 1963                      | Tunnel ferroviaire du Fréjus                                              | Modane à frontière italienne                                                                                  |          | 3 000 V CC                         | Caténaire polygonale                                    | Réélectrification au standard italien                                                                        |
| 1964                       | 1964                      | Ligne de Paris-Est à Mulhouse-Ville                                       | Culmont - Chalindrey à Chaudenay                                                                              |          | 25 kV - 50 Hz                      | Caténaire simple                                        | |
| 1964                       | 21 mai 1964               | Ligne de Lille aux Fontinettes                                            | Lille à Hazebrouck                                                                                            | 53       | 25 kV - 50 Hz                      | Caténaire simple                                        | |
| 1964                       | 21 mai 1964               | Ligne de Fives à Mouscron (frontière)                                     | Lille-Voyageurs à Jonctions du Lion-d'Or                                                                      |          | 25 kV - 50 Hz                      | Caténaire simple                                        | |
| 1964                       | 30 juin 1964              | Ligne de Culmont - Chalindrey à Toul                                      | Culmont - Chalindrey à Neufchâteau                                                                            | 76       | 25 kV - 50 Hz                      | Caténaire simple                                        | |
| 1964                       | 21 juillet 1964           | Ligne de Paris-Montparnasse à Brest                                       | Le Mans à Laval                                                                                               |          | 25 kV - 50 Hz                      | Caténaire simple                                        | |
| 1964                       | 8 décembre 1964           | ligne de Creil à Jeumont                                                  | Bif d'Haumont à Jeumont - Frontière                                                                           |          | 25 kV - 50 Hz                      | Caténaire simple                                        | Gare de Jeumont commutable : ligne electrifiée en 3kV de Jeumont BV à Jeumont Frontières : 1500m environ     |
| 1964                       | 8 décembre 1964           | Ligne de Soissons à Givet                                                 | Reims à Mohon et raccordement de Mohon                                                                        | 85       | 25 kV - 50 Hz                      | Caténaire simple                                        | |
| 1964                       | 8 décembre 1964           | Ligne de Mohon à Thionville                                               | Raccordement de Mohon                                                                                         |          | 25 kV - 50 Hz                      | Caténaire simple                                        | |
| 1964                       | 14 décembre 1964          | Ligne de Dijon-Ville à Is-sur-Tille                                       | Bifurcation de Longvic à PK 325.543                                                                           |          | 1 500 V CC                         | Caténaire polygonale                                    | |
| 1964                       | 14 décembre 1964          | Ligne de Dijon-Ville à Is-sur-Tille                                       | PK 325.543 à Is-sur-Tille                                                                                     | 32       | 25 kV - 50 Hz                      | Caténaire simple                                        | |
| 1964                       | 14 décembre 1964          | Ligne d'Is-sur-Tille à Culmont - Chalindrey                               | Is-sur-Tille à Culmont - Chalindrey                                                                           | 43       | 25 kV - 50 Hz                      | Caténaire simple                                        | |
| 1965                       | 5 avril 1965              | Ligne de Paris-Est à Strasbourg-Ville                                     | Raccordements de Lérouville et de Toul                                                                        |          | 25 kV - 50 Hz                      | Caténaire simple                                        | |
| 1965                       | 1er juillet 1965          | Ligne de Paris-Montparnasse à Brest                                       | Laval à Rennes                                                                                                |          | 25 kV - 50 Hz                      | Caténaire simple                                        | |
| 1965                       | 10 décembre 1965          | Ligne de Marseille-Saint-Charles à Vintimille (frontière)                 | Marseille (Marseille-Blancarde) à PK 5.4                                                                      |          | 1 500 V CC                         | Caténaire polygonale                                    | |
| 1965                       | 10 décembre 1965          | Ligne de Marseille-Saint-Charles à Vintimille (frontière)                 | PK 5.4 aux Arcs et antenne jusqu'à Hyères                                                                     | 135      | 25 kV - 50 Hz                      | Caténaire simple                                        | |
| 1966                       | 11 janvier 1966           | Ligne d'Achères à Pontoise                                                | Achères-Ville à Éragny - Neuville                                                                             |          | 25 kV - 50 Hz                      | Caténaire simple                                        | |
| 1966                       | 11 janvier 1966           | Ligne de Paris-Saint-Lazare au Havre                                      | triage d'Achères au triage de Sotteville                                                                      |          | 25 kV - 50 Hz                      | Caténaire simple                                        | |
| 1966                       | 15 septembre 1966         | Ligne de Strasbourg-Ville à Strasbourg-Port-du-Rhin                       | Strasbourg-Ville à Strasbourg-Port-du-Rhin                                                                    |          | 25 kV - 50 Hz                      | Caténaire simple                                        | |
| 1966                       | 20 septembre 1966         | Ligne de Paris-Saint-Lazare au Havre                                      | Paris-Saint-Lazare à la gare de triage d'Achères                                                              |          | 25 kV - 50 Hz                      | Caténaire simple                                        | |
| 1967                       | 28 février 1967           | Ligne de Paris-Saint-Lazare au Havre                                      | triage de Sotteville à Motteville                                                                             | 35       | 25 kV - 50 Hz                      | Caténaire simple                                        | |
| 1967                       | 27 mars 1967              | Ligne de Paris-Saint-Lazare à Mantes-Station par Conflans-Sainte-Honorine | Asnières-sur-Seine à Mantes-Station                                                                           |          | 25 kV - 50 Hz                      | Caténaire simple                                        | |
| 1967                       | 27 mars 1967              | Ligne de la grande ceinture de Paris                                      | Sartrouville à Argenteuil                                                                                     |          | 25 kV - 50 Hz                      | Caténaire simple                                        | |
| 1967                       | 12 septembre 1967         | Ligne de Marseille-Saint-Charles à Vintimille (frontière)                 | Les Arcs - Draguignan à Saint-Raphaël                                                                         | 26       | 25 kV - 50 Hz                      | Caténaire simple                                        | |
| 1967                       | 19 septembre 1967         | Ligne de Paris-Saint-Lazare au Havre                                      | Motteville à Bréauté - Beuzeville                                                                             |          | 25 kV - 50 Hz                      | Caténaire simple                                        | |
| 1967                       | 5 décembre 1967           | Ligne de Paris-Saint-Lazare au Havre                                      | Bréauté - Beuzeville au Havre                                                                                 |          | 25 kV - 50 Hz                      | Caténaire simple                                        | |
| 1968                       | 13 février 1968           | Ligne de Marseille-Saint-Charles à Vintimille (frontière)                 | Saint-Raphaël à Cannes                                                                                        | 32       | 25 kV - 50 Hz                      | Caténaire simple                                        | |
| 1968                       | 14 mai 1968               | Ligne d'Achères à Pontoise                                                | Éragny - Neuville à Pontoise                                                                                  |          | 25 kV - 50 Hz                      | Caténaire simple                                        | |
| 1969                       | 28 janvier 1969           | Ligne de Marseille-Saint-Charles à Vintimille (frontière)                 | Cannes à PK 257.4                                                                                             | 66       | 25 kV - 50 Hz                      | Caténaire simple                                        | |
| 1969                       | 28 janvier 1969           | Ligne de Marseille-Saint-Charles à Vintimille (frontière)                 | PK 257.4 à Vintimille                                                                                         |          | 1 500 V CC                         | Caténaire polygonale                                    | |
| 1969                       | 28 janvier 1969           | Ligne de Nice à Breil-sur-Roya                                            | Nice (Nice-Ville) à PK 6,120                                                                                  | 5        | 25 kV - 50 Hz                      | Caténaire simple                                        | |
| 1969                       | 3 mars 1969               | Ligne de Quai-d'Orsay à Paris-Austerlitz                                  | Nouvelle gare souterraine de Paris-Austerlitz                                                                 |          | 1 500 V CC                         | Caténaire polygonale                                    | Ouverture de 4 voies principales à quai                                                                      |
| 1969                       | 15 avril 1969             | Ligne de Pierrelaye à Creil                                               | Pontoise à Creil                                                                                              |          | 25 kV - 50 Hz                      | Caténaire simple                                        | |
| 1969                       | 20 mai 1969               | Ligne de Mouchard à Bourg-en-Bresse                                       | Saint-Amour à Bourg-en-Bresse                                                                                 | 32       | 1 500 V CC                         | Caténaire polygonale                                    | |
| 1969                       | 20 mai 1969               | Ligne de Dijon-Ville à Saint-Amour                                        | Saint-Amour à Mervans                                                                                         |          | 1 500 V CC                         | Caténaire polygonale                                    | |
| 1969                       | 21 mai 1969               | Ligne de Saint-Denis à Dieppe                                             | Saint-Denis à Pontoise                                                                                        |          | 25 kV - 50 Hz                      | Caténaire simple                                        | |
| 1969                       | 14 décembre 1969          | Ligne de Paris-Bastille à Marles-en-Brie                                  | Saint-Mandé à Boissy-Saint-Léger + raccordement jusqu'à Nation                                                |          | 1 500 V CC                         | Caténaire polygonale                                    | Intégration de la section à la ligne A du RER d'Île-de-France                                                |
| 1970                       | 19 janvier 1970           | Ligne A du RER d'Île-de-France                                            | La Défense à Charles de Gaulle - Étoile                                                                       |          | 1 500 V CC                         | Caténaire polygonale                                    | Nouvelle Ligne du réseau RATP                                                                                |
| 1970                       | 12 mai 1970               | Ligne de Dijon-Ville à Saint-Amour                                        | Mervans à Dijon (Dijon-Ville)                                                                                 | 66       | 1 500 V CC                         | Caténaire polygonale                                    | |
| 1970                       | 20 mai 1970               | Ligne d'Épinay - Villetaneuse au Tréport - Mers                           | Épinay-sur-Seine à Persan - Beaumont                                                                          |          | 25 kV - 50 Hz                      | Caténaire simple                                        | |
| 1970                       | 10 septembre 1970         | Ligne de Paris-Est à Mulhouse-Ville                                       | Belfort à Mulhouse (Mulhouse-Ville)                                                                           | 48       | 25 kV - 50 Hz                      | Caténaire simple                                        | |
| 1970                       | 10 septembre 1970         | Ligne de Dole-Ville à Belfort                                             | Montbéliard à Belfort                                                                                         | 18       | 25 kV - 50 Hz                      | Caténaire simple                                        | |
| 1970                       | 14 septembre 1970         | Ligne de la grande ceinture de Paris                                      | Argenteuil à Stains                                                                                           |          | 25 kV - 50 Hz                      | Caténaire simple                                        | |
| 1970                       | 14 septembre 1970         | Ligne de Bobigny à Sucy - Bonneuil                                        | Bobigny à bifurcation de Gagny-Nord (Triangle)                                                                |          | 25 kV - 50 Hz                      | Caténaire simple                                        | |
| 1970                       | 24 septembre 1970         | Ligne de Dole-Ville à Belfort                                             | Dole (Dole-Ville) à Besançon (Besançon-Viotte)                                                                | 42       | 25 kV - 50 Hz                      | Caténaire simple                                        | |
| 1970                       | 27 septembre 1970         | Ligne d'Étampes à Beaune-la-Rolande                                       | Bifurcation d'Étampes à PK 57.633                                                                             |          | 1 500 V CC                         | Caténaire polygonale                                    | Nouveau terminus pour le service banlieue Paris - Austerlitz                                                 |
| 1970                       | 8 décembre 1970           | Ligne d'Ermont - Eaubonne à Valmondois                                    | Ermont - Eaubonne à Valmondois                                                                                |          | 25 kV - 50 Hz                      | Caténaire simple                                        | |
| 1970                       | 9 décembre 1970           | Ligne de Dole-Ville à Belfort                                             | Besançon (Besançon-Viotte) à Montbéliard                                                                      | 78       | 25 kV - 50 Hz                      | Caténaire simple                                        | |
| 1971                       | 8 septembre 1971          | Ligne de Longeray-Léaz au Bouveret                                        | Longeray - Léaz à Annemasse                                                                                   | 33       | 25 kV - 50 Hz                      | Caténaire simple                                        | |
| 1971                       | 23 novembre 1971          | Ligne A du RER d'Île-de-France                                            | Charles de Gaulle - Étoile à Auber                                                                            |          | 1 500 V CC                         | Caténaire polygonale                                    | Nouvelle ligne du réseau RATP                                                                                |
| 1971                       | 31 décembre 1971          | Ligne de Fives à Abbeville                                                | Bifurcation de Fouquereuil - Lapugnoy                                                                         |          | Désélectrification 25 kV - 50 Hz   | Caténaire simple                                        | |
| 1971                       | 1971                      | Ligne de Perpignan à Villefranche - Vernet-les-Bains                      | Ligne en totalité                                                                                             |          | Désélectrification 12 kV 16 ²⁄₃ Hz | Caténaire simple                                        | |
| 1971                       | 1971                      | Ligne de Buzy à Laruns-Eaux-Bonnes-Les Eaux-Chaudes                       | Arudy à Laruns                                                                                                |          | Désélectrification 1500 V CC       | Caténaire Midi                                          | Déclassement de la section en 1973                                                                           |
| 1972                       | 1er octobre 1972          | Ligne de Paris-Saint-Lazare à Saint-Germain-en-Laye                       | Nanterre - Université à Saint-Germain-en-Laye + raccordement à La Défense                                     |          | 1 500 V CC                         | Caténaire polygonale                                    | Intégration de la section à la ligne A du RER d'Île-de-France                                                |
| 1972                       | 1er octobre 1972          | Ligne de Saint-Cyr à Surdon                                               | Saint-Cyr-l'École à Plaisir - Grignon                                                                         | 10       | 1 500 V CC                         | Caténaire polygonale                                    | |
| 1972                       | 1er octobre 1972          | Ligne de Longeray-Léaz au Bouveret                                        | Annemasse à Évian-les-Bains                                                                                   | 40       | 25 kV - 50 Hz                      | Caténaire simple                                        | |
| 1973                       | 13 juin 1973              | Ligne de Culoz à Modane (frontière)                                       | PK 185.2 à PK 187.9 (Voie 1)                                                                                  |          | 1 500 V CC                         | Caténaire polygonale                                    | Remplacement du 3e rail 1500V par une caténaire 1500V                                                        |
| 1973                       | 15 juin 1973              | Ligne de Culoz à Modane (frontière)                                       | PK 227.4 à PK 227.6                                                                                           |          | 1 500 V CC                         | Caténaire polygonale                                    | Remplacement du 3e rail 1500V par une caténaire 1500V                                                        |
| 1973                       | 10 août 1973              | Ligne de Culoz à Modane (frontière)                                       | PK 229.6 à PK 234.1 (Voie 1)                                                                                  |          | 1 500 V CC                         | Caténaire polygonale                                    | Remplacement du 3e rail 1500V par une caténaire 1500V                                                        |
| 1973                       | 11 octobre 1973           | Ligne de Culoz à Modane (frontière)                                       | PK 206.7 à PK 210.9 + Triage de Saint-Jean-de-Maurienne                                                       |          | 1 500 V CC                         | Caténaire polygonale                                    | Remplacement du 3e rail 1500V par une caténaire 1500V                                                        |
| 1973                       | 17 octobre 1973           | Ligne de Culoz à Modane (frontière)                                       | PK 229.6 à PK 234.1 (Voie 2)                                                                                  |          | 1 500 V CC                         | Caténaire polygonale                                    | Remplacement du 3e rail 1500V par une caténaire 1500V                                                        |
| 1973                       | 13 décembre 1973          | Ligne de Paris-Est à Mulhouse-Ville                                       | Noisy-le-Sec à Gretz-Armainvilliers                                                                           |          | 25 kV - 50 Hz                      | Caténaire simple                                        | |
| 1973                       | 13 décembre 1973          | Ligne de Gretz-Armainvilliers à Sézanne                                   | Gretz-Armainvilliers à Tournan-en-Brie                                                                        |          | 25 kV - 50 Hz                      | Caténaire simple                                        | |
| 1974                       | 16 février 1974           | Ligne de Grigny à Corbeil-Essonnes                                        | Bifurcation de Grigny (V1 et V2) à Grigny-Centre                                                              | 2        | 1 500 V CC                         | Caténaire polygonale                                    | Nouvelle ligne                                                                                               |
| 1974                       | 21 mai 1974               | Ligne de Culoz à Modane (frontière)                                       | PK 219.3 à PK 220.5 (Voie 1) et PK 219.1 à PK 222.3 (Voie 2)                                                  |          | 1 500 V CC                         | Caténaire polygonale                                    | Réélectrification                                                                                            |
| 1974                       | 22 juillet 1974           | Ligne de Culoz à Modane (frontière)                                       | PK 220.5 à PK 227.4 (Voie 1)                                                                                  |          | 1 500 V CC                         | Caténaire polygonale                                    | Réélectrification                                                                                            |
| 1974                       | 12 septembre 1974         | Ligne de Culoz à Modane (frontière)                                       | PK 222.3 à PK 227.4 (Voie 2)                                                                                  |          | 1 500 V CC                         | Caténaire polygonale                                    | Réélectrification                                                                                            |
| 1974                       | 28 septembre 1974         | Ligne de Culoz à Modane (frontière)                                       | PK 210.9 à PK 219.3 (Voie 1) et 219.1 (Voie 2)                                                                |          | 1 500 V CC                         | Caténaire polygonale                                    | Réélectrification                                                                                            |
| 1975                       | 12 mars 1975              | Ligne de Culoz à Modane (frontière)                                       | PK 174.1 à PK 176.3 et PK 184.4 à PK 187.9 (Voie 2)                                                           |          | 1 500 V CC                         | Caténaire polygonale                                    | Réélectrification                                                                                            |
| 1975                       | 29 mai 1975               | Ligne de Bobigny à Sucy - Bonneuil                                        | Bifurcation de Gagny-Nord à bifurcation Nord de Bry-sur-Marne                                                 |          | 25 kV - 50 Hz                      | Fil trolley de contact                                  | Grande ceinture complémentaire + Raccordement à Paris-Mulhouse                                               |
| 1975                       | 20 juin 1975              | Ligne de Culoz à Modane (frontière)                                       | PK 160.4 à PK 165.0 (Voie 1) et PK 164.3 (Voie 2)                                                             |          | 1 500 V CC                         | Caténaire polygonale                                    | Réélectrification                                                                                            |
| 1975                       | 26 juin 1975              | Ligne de Culoz à Modane (frontière)                                       | PK 200.9 à PK 206.7                                                                                           |          | 1 500 V CC                         | Caténaire polygonale                                    | Réélectrification                                                                                            |
| 1975                       | 14 août 1975              | Ligne de Culoz à Modane (frontière)                                       | PK 164.0 à PK 174.6 (Voie 1)                                                                                  |          | 1 500 V CC                         | Caténaire polygonale                                    | Réélectrification                                                                                            |
| 1975                       | 19 septembre 1975         | Ligne de Bobigny à Sucy - Bonneuil                                        | Bifurcation Nord de Bry-sur-Marne à PK 20,348                                                                 |          | 25 kV - 50 Hz                      | Fil trolley de contact                                  | Grande ceinture complémentaire                                                                               |
| 1975                       | 19 septembre 1975         | Ligne de Bobigny à Sucy - Bonneuil                                        | PK 20,348 à Sucy - Bonneuil                                                                                   |          | 1 500 V CC                         | Caténaire polygonale                                    | Grande ceinture complémentaire                                                                               |
| 1975                       | 19 septembre 1975         | Ligne de la grande ceinture de Paris                                      | Sucy - Bonneuil à Triage de Valenton                                                                          |          | 1 500 V CC                         | Caténaire polygonale                                    | |
| 1975                       | 28 novembre 1975          | Ligne de Grigny à Corbeil-Essonnes                                        | Grigny-Centre à Corbeil-Essonnes                                                                              | 8        | 1 500 V CC                         | Caténaire polygonale                                    | Nouvelle ligne                                                                                               |
| 1975                       | 18 décembre 1975          | Ligne de la grande ceinture de Paris                                      | Bifurcation de Nogent à PK 74.00                                                                              |          | 25 kV - 50 Hz                      | Fil trolley de contact                                  | |
| 1975                       | 18 décembre 1975          | Ligne de la grande ceinture de Paris                                      | PK 74.0 à Sucy - Bonneuil                                                                                     |          | 1 500 V CC                         | Caténaire polygonale                                    | |
| 1975                       | 19 décembre 1975          | Ligne de Culoz à Modane (frontière)                                       | PK 149.4 à PK 152.7                                                                                           |          | 1 500 V CC                         | Caténaire polygonale                                    | Réélectrification                                                                                            |
| 1976                       | 25 mars 1976              | Ligne de Culoz à Modane (frontière)                                       | PK 138.3 à PK 149.4                                                                                           |          | 1 500 V CC                         | Caténaire polygonale                                    | Réélectrification                                                                                            |
| 1976                       | 15 avril 1976             | Ligne de Culoz à Modane (frontière)                                       | PK 195.4 à PK 200.9 + Faisceau de rétention à Sant-Avre-la-Chambre                                            |          | 1 500 V CC                         | Caténaire polygonale                                    | Réélectrification                                                                                            |
| 1976                       | 23 avril 1976             | Ligne d'Aulnay-sous-Bois à Roissy 2-RER                                   | Aulnay-sous-Bois à Aéroport Charles de Gaulle                                                                 |          | 25 kV - 50 Hz                      | Caténaire simple                                        | Nouvelle Ligne                                                                                               |
| 1976                       | 26 mai 1976               | Ligne de Culoz à Modane (frontière)                                       | PK 152.7 à PK 160.4                                                                                           |          | 1 500 V CC                         | Caténaire polygonale                                    | Réélectrification                                                                                            |
| 1976                       | 24 juin 1976              | Ligne de Culoz à Modane (frontière)                                       | PK 176.3 à PK 184.4 et PK 187.9 à PK 195.4                                                                    |          | 1 500 V CC                         | Caténaire polygonale                                    | Réélectrification                                                                                            |
| 1976                       | 9 septembre 1976          | Ligne de Paris-Saint-Lazare à Versailles-Rive-Droite                      | Bécon-les-Bruyères à Saint-Cloud + raccordements fret La Défense à La Folie                                   | 22       | 25 kV - 50 Hz                      | Caténaire simple                                        | Réelectrification                                                                                            |
| 1977                       | 13 septembre 1977         | Ligne de Plaisir - Grignon à Épône - Mézières                             | Plaisir - Grignon à Épône - Mézières                                                                          | 20       | 25 kV - 50 Hz                      | Fil trolley de contact                                  | |
| 1977                       | 14 septembre 1977         | Ligne de Bondy à Aulnay-sous-Bois                                         | Gargan à Aulnay-sous-Bois                                                                                     | 4        | 25 kV - 50 Hz                      | Fil trolley de contact                                  | |
| 1977                       | 15 septembre 1977         | Ligne de Paris-Saint-Lazare à Versailles-Rive-Droite                      | Saint-Cloud à Versailles-Rive-Droite                                                                          |          | 25 kV - 50 Hz                      | Caténaire simple                                        | Réelectrification                                                                                            |
| 1977                       | 15 septembre 1977         | Ligne de Saint-Cloud à Saint-Nom-la-Bretèche - Forêt-de-Marly             | Saint-Cloud à Garches                                                                                         |          | 25 kV - 50 Hz                      | Caténaire simple                                        | Réelectrification                                                                                            |
| 1977                       | 20 septembre 1977         | Ligne d'Avignon à Miramas                                                 | Avignon (Avignon-Centre) à Miramas                                                                            | 68       | 1 500 V CC                         | Caténaire polygonale                                    | |
| 1977                       | 25 septembre 1977         | Ligne de Givors-Canal à Grezan                                            | Avignon (Avignon-Centre) à Beauchastel + raccordement de Livron-sur-Drôme à La Voulte-sur-Rhône (Rive gauche) |          | 1 500 V CC                         | Caténaire polygonale                                    | |
| 1977                       | 8 décembre 1977           | Ligne A du RER d'Île-de-France                                            | Auber à Nation et Bifurcation de Fontenay-sous-Bois à Noisy-le-Grand - Mont d'Est                             |          | 1 500 V CC                         | Caténaire polygonale                                    | Nouvelle Ligne du réseau RATP                                                                                |
| 1977                       | 8 décembre 1977           | Ligne B du RER d'Île-de-France                                            | Luxembourg à Châtelet - Les Halles                                                                            |          | 1 500 V CC                         | Caténaire polygonale                                    | Nouvelle Ligne du réseau RATP                                                                                |
| 1977                       | 1977                      | Ligne de Chartres à Bordeaux-Saint-Jean                                   | La Grave d'Ambarès à Cenon (Bif. de Saintes) + Racc. vers Libourne                                            | 11       | 1 500 V CC                         | Caténaire polygonale                                    | Itinéraire alternatif pour réfection des tunnels de Lormont                                                  |
| 1977                       | 22 décembre 1977          | Ligne des Arcs à Draguignan                                               | Les Arcs à PK 5.0                                                                                             | 5        | 25 kV - 50 Hz                      | Fil trolley de contact                                  | |
| 1978                       | 16 septembre 1978         | Ligne de Saint-Cloud à Saint-Nom-la-Bretèche - Forêt-de-Marly             | Garches - Marnes-la-Coquette à Saint-Nom-la-Bretèche - Forêt-de-Marly                                         | 14       | 25 kV - 50 Hz                      | Caténaire simple                                        | Réelectrification                                                                                            |
| 1978                       | 15 novembre 1978          | Ligne de Paris-Saint-Lazare à Saint-Germain-en-Laye                       | Colombes (Bécon les Bruyères) à Nanterre - Université                                                         | 4.5      | 25 kV - 50 Hz                      | Caténaire simple                                        | Réelectrification                                                                                            |
| 1978                       | 15 novembre 1978          | Ligne de Nanterre-Université à Sartrouville                               | Nanterre - Université à Houilles - Carrières-sur-Seine                                                        |          | 25 kV - 50 Hz                      | Caténaire simple                                        | Nouvelle ligne                                                                                               |
| 1979                       | 31 mars 1979              | Ligne de la bifurcation de Neuville à Cergy-Préfecture                    | Neuville - Université à Cergy - Préfecture                                                                    | 5,6      | 25 kV - 50 Hz                      | Caténaire simple                                        | Nouvelle ligne                                                                                               |
| 1979                       | 19 mai 1979               | Ligne de Quai-d'Orsay à Paris-Austerlitz                                  | Raccordement de Quai-d'Orsay à Invalides                                                                      |          | 1 500 V CC                         | Caténaire polygonale                                    | Création d'une ligne souterraine                                                                             |
| 1979                       | 19 mai 1979               | Ligne des Invalides à Versailles-Rive-Gauche                              | Invalides à Versailles-Château-Rive-Gauche                                                                    | 17,6     | 1 500 V CC                         | Caténaire polygonale et Profil aérien de contact (1997) | Caténaire de Versailles-Rive-Gauche à Champ-de-Mars et Profil aérien de contact de Champ-de-Mars à Invalides |
| 1979                       | 23 mai 1979               | Ligne de Givors-Canal à Grezan                                            | Beauchastel à Givors (Givors-Canal) + raccordement de Saint-Rambert à Peyrault (Rive gauche)                  | 100      | 1 500 V CC                         | Caténaire polygonale                                    | |

### 1980 - 1999
| Année de mise sous tension | Date de mise sous tension | Ligne                                                                | N° de ligne | Section électrifiée                                                                           | Longueur | Tension                                  | Contact                                | Commentaire |
| -------------------------- | ------------------------- | -------------------------------------------------------------------- | ----------- | --------------------------------------------------------------------------------------------- | -------- | ---------------------------------------- | -------------------------------------- | --- |
| 1980                       | 21 mai 1980               | Ligne de Bordeaux-Saint-Jean à Sète-Ville                            | 640000      | Bordeaux (Bordeaux-Saint-Jean) à Montauban (Montauban-Ville-Bourbon)                          | 199      | 1 500 V CC                               | Caténaire polygonale                   | |
| 1980                       | 28 mai (?) 1980           | Ligne d'Esbly à Crécy-la-Chapelle                                    | 071000      | Esbly à Crécy-la-Chapelle                                                                     | 10       | 25 kV - 50 Hz                            | Fil trolley de contact                 | |
| 1980                       | 16 juin 1980              | Ligne de Combs-la-Ville à Saint-Louis (LGV)                          | 752000      | PK 276.6 à PK 306.4                                                                           | 29,8     | 25 kV - 50 Hz                            | Caténaire simple avec feeder           | LGV Sud-Est |
| 1980                       | 28 septembre 1980         | Ligne de Paris-Nord à Paris-Gare-de-Lyon                             |             | Accès à Paris-Gare-de-Lyon (Gare SNCF souterraine)                                            |          | 1 500 V CC                               | Caténaire polygonale                   | Ligne nouvelle                                                                                                   |
| 1980                       | Octobre 1980              | Ligne de Combs-la-Ville à Saint-Louis (LGV)                          | 752000      | PK 236 à PK 276.6                                                                             | 40,6     | 25 kV - 50 Hz                            | Caténaire simple avec feeder           | LGV Sud-Est |
| 1980                       | 19 décembre 1980          | Ligne A du RER d'Île-de-France                                       |             | Noisy-le-Grand - Mont d'Est à Torcy                                                           |          | 1 500 V CC                               | Caténaire polygonale                   | Ligne nouvelle (RATP)                                                                                            |
| 1981                       | Janvier 1981              | Ligne de Combs-la-Ville à Saint-Louis (LGV)                          | 752000      | Raccordement de Saint-Florentin à PK 194 et Raccordement de Pasilly - Aisy                    |          | 25 kV - 50 Hz                            | Caténaire simple avec feeder           | LGV Sud-Est |
| 1981                       | Mars 1981                 | Ligne de Combs-la-Ville à Saint-Louis (LGV)                          | 752000      | PK 194 à PK 236                                                                               | 42       | 25 kV - 50 Hz                            | Caténaire simple avec feeder           | LGV Sud-Est |
| 1981                       | Avril-mai 1981            | Ligne de Combs-la-Ville à Saint-Louis (LGV)                          | 752000      | PK 306.4 à raccordement de Sathonay                                                           |          | 25 kV - 50 Hz                            | Caténaire simple avec feeder           | LGV Sud-Est |
| 1981                       | 7 juillet 1981            | Ligne de Lyon-Saint-Clair à Bourg-en-Bresse                          |             | Lyon (Lyon-Saint-Clair) à Sathonay - Rilleux                                                  | 6        | 1 500 V CC                               | Caténaire polygonale                   | |
| 1981                       | 23 septembre 1981         | Ligne de Narbonne à Port-Bou (frontière)                             |             | Narbonne à Elne                                                                               | 77       | 1 500 V CC                               | Caténaire polygonale                   | |
| 1981                       | 23 septembre 1981         | Ligne d'Elne à Arles-sur-Tech                                        |             | Elne à Le Boulou - Perthus                                                                    | 15       | 1 500 V CC                               | Caténaire polygonale                   | |
| 1981                       | 25 septembre 1981         | Ligne de Mulhouse-Ville à Chalampé                                   |             | Mulhouse (Mulhouse-Ville) à Frontière franco-allemande                                        | 15       | 25 kV - 50 Hz                            | Caténaire simple                       | Passage en 15 kV - 16⅔ Hz en zone allemande                                                                      |
| 1981                       | 10 décembre 1981          | Ligne de Paris-Nord à Paris-Gare-de-Lyon                             |             | Gare du Nord (demi-gare Est souterraine - voies 42 et 44) à Raccordement Paris Nord           |          | 25 kV - 50 Hz                            | Caténaire polygonale                   | Ligne nouvelle - Gare du Nord commutable sous 1.5/25 kV                                                          |
| 1981                       | 10 décembre 1981          | Ligne de Paris-Nord à Paris-Gare-de-Lyon                             |             | Gare du Nord (demi-gare Est souterraine - voies 42 et 44) à Châtelet - Les Halles (Zone RATP) |          | 1 500 V CC                               | Caténaire polygonale                   | Ligne nouvelle - Gare du Nord commutable sous 1.5/25 kV. Automatisation des pantographes                         |
| 1982                       | 29 avril 1982             | Ligne de Narbonne à Port-Bou (frontière)                             |             | Elne à Portbou                                                                                | 29       | 1 500 V CC                               | Caténaire polygonale                   | |
| 1982                       | 4 mai 1982                | Ligne de Tours à Saint-Nazaire                                       |             | Tours à PK 243.9                                                                              | 8        | 1 500 V CC                               | Caténaire simple                       | |
| 1982                       | 4 mai 1982                | Ligne de Tours à Saint-Nazaire                                       |             | PK 243.9 à Saumur                                                                             | 100      | 25 kV - 50 Hz                            | Caténaire simple                       | |
| 1982                       | 4 mai 1982                | Ligne de Chartres à Bordeaux-Saint-Jean                              |             | Saumur à Thouars                                                                              |          | 25 kV - 50 Hz                            | Fil trolley de contact                 | |
| 1982                       | 18 mai 1982               | Ligne de Fives à Mouscron (frontière)                                |             | Jonctions du Lion-d'Or à Tourcoing - Frontière                                                |          | 25 kV - 50 Hz                            | Fil trolley de contact                 | |
| 1982                       | septembre 1982            | Ligne de Saint-Denis à Dieppe                                        |             | Pontoise à Gisors                                                                             | 39       | 25 kV - 50 Hz                            | Caténaire simple                       | |
| 1983                       | 1983                      | Ligne de Combs-la-Ville à Saint-Louis (LGV)                          |             | Raccordement de Savigny à raccordement de Saint-Florentin                                     |          | 25 kV - 50 Hz                            | Caténaire simple avec feeder           | LGV Sud-Est |
| 1983                       | 11 janvier 1983           | Ligne de Lyon-Perrache à Marseille-Saint-Charles (via Grenoble)      |             | Lyon (Lyon-Guillotière) à Saint-Priest                                                        |          | 1 500 V CC                               | Caténaire polygonale                   | |
| 1983                       | 22 avril 1983             | Ligne de Sarreguemines vers Sarrebruck                               |             | Sarreguemines à Hanweiler frontière                                                           | 1,0      | 15 kV - 16⅔ Hz                           | Caténaire simple                       | |
| 1983                       | 29 avril 1983             | Ligne de Paris-Saint-Lazare à Ermont - Eaubonne                      |             | Argenteuil à Ermont - Eaubonne                                                                | 4,2      | 25 kV - 50 Hz                            | Caténaire simple                       | |
| 1983                       | 18 mai 1983               | Ligne de Miramas à l'Estaque                                         |             | Miramas à Bif de Lavalduc                                                                     | 16,8     | 1 500 V CC                               | Caténaire polygonale                   | |
| 1983                       | 18 mai 1983               | Ligne de Lavalduc à Fos-Coussoul (dépôts pétroliers)                 |             | Bif de Lavalduc à Fos-sur-Mer Voies de desserte                                               | 41,0     | 1 500 V CC                               | Caténaire polygonale                   | Voies de desserte du port de Fos-sur-Mer                                                                         |
| 1983                       | 7 juin 1983               | Ligne de Paris-Nord à Paris-Gare-de-Lyon                             |             | Demi-gare Ouest (voies 41 et 43) pour l'interconnexion RER B Nord                             |          | 1 500 V CC                               | Caténaire polygonale                   | Ligne nouvelle - Gare du Nord commutable en 1,5/25 kV                                                            |
| 1983                       | 16 septembre 1983         | Ligne du Mans à Angers-Maître-École                                  |             | Le Mans à section de séparation du PK 261,2                                                   | 5,0      | 1 500 V CC                               | Caténaire polygonale                   | |
| 1983                       | 16 septembre 1983         | Ligne du Mans à Angers-Maître-École                                  |             | Section de séparation du PK 261,2 à Angers-Maître-École                                       | 91,2     | 25 kV - 50 Hz                            | Caténaire simple avec feeder           | |
| 1983                       | 16 septembre 1983         | Ligne de Tours à Saint-Nazaire                                       |             | Saumur à Nantes                                                                               |          | 25 kV - 50 Hz                            | Caténaire simple                       | |
| 1984                       | 1984                      | Ligne de Lyon-Saint-Paul à Montbrison                                |             | Lyon (Lyon-Saint-Paul) à Charbonnières-les-Bains                                              |          | La caténaire 1500 V n'est plus alimentée | Caténaire polygonale                   | |
| 1984                       | 13 janvier 1984           | Ligne de Villeneuve-Saint-Georges à Montargis                        |             | Corbeil-Essonnes à La Ferté-Alais                                                             | 19,5     | 1 500 V CC                               | Caténaire polygonale                   | |
| 1984                       | 1er mars 1984             | Ligne de Bologne à Pagny-sur-Meuse                                   |             | Saint-Germain-sur-Meuse à Pagny-sur-Meuse                                                     | 6        | 25 kV - 50 Hz                            | Fil trolley de contact                 | |
| 1984                       | 24 mai 1984               | Ligne de Perpignan à Villefranche - Vernet-les-Bains                 |             | Perpignan à Villefranche-de-Conflent                                                          | 45,3     | 1 500 V CC                               | Caténaire polygonale                   | Conversion au 1,5 kV                                                                                             |
| 1984                       | 27 août 1984              | Ligne de Saint-Roch à Darnétal-Bifurcation                           |             | Amiens à Rouen (Rouen-Rive-Droite)                                                            | 139      | 25 kV - 50 Hz                            | Caténaire simple                       | |
| 1984                       | 12 septembre 1984         | Ligne de Saint-Cyr à Surdon                                          |             | Plaisir - Grignon à Dreux (bif de Chartres)                                                   | 49,3     | 25 kV - 50 Hz                            | Caténaire simple                       | |
| 1984                       | 26 novembre 1984          | Ligne de Chartres à Dreux                                            |             | Aunay - Tréon à Dreux (bif de Chartres)                                                       | 8,1      | 25 kV - 50 Hz                            | Fil trolley de contact                 | |
| 1985                       | 6 janvier 1985            | Ligne de Pont-Cardinet à Auteuil – Boulogne                          |             | Intégralité                                                                                   |          | Désélectrification 750 V CC              | 3e rail                                | Fermeture de ligne pour le projet VMI                                                                            |
| 1985                       | 18 février 1985           | Ligne de Lyon-Perrache à Marseille-Saint-Charles (via Grenoble)      |             | Saint-Priest à PK 18.677                                                                      |          | 1 500 V CC                               | Caténaire polygonale                   | |
| 1985                       | 18 février 1985           | Ligne de Lyon-Perrache à Marseille-Saint-Charles (via Grenoble)      |             | PK 18.677 à Grenoble                                                                          | 113      | 25 kV - 50 Hz                            | Caténaire simple avec feeder           | |
| 1985                       | 18 février 1985           | Ligne de Saint-André-le-Gaz à Chambéry                               |             | Saint-André-le-Gaz à Chambéry (Chambéry - Challes-les-Eaux)                                   | 40       | 25 kV - 50 Hz                            | Caténaire trolley                      | |
| 1985                       | 29 septembre 1985         | Ligne de la bifurcation de Neuville à Cergy-Préfecture               |             | Cergy - Préfecture à Cergy - Saint-Christophe                                                 | 4        | 25 kV - 50 Hz                            | Caténaire simple                       | Ligne nouvelle                                                                                                   |
| 1986                       | 14 mai 1986               | Ligne de Saint-Nazaire au Croisic                                    |             | Saint-Nazaire au Croisic                                                                      |          | 25 kV - 50 Hz                            | Caténaire simple avec feeder           | |
| 1986                       | 14 mai 1986               | Ligne de Tours à Saint-Nazaire                                       |             | Nantes à Saint-Nazaire                                                                        |          | 25 kV - 50 Hz                            | Caténaire simple avec feeder           | |
| 1986                       | 27 septembre 1986         | Ligne d'Annemasse à Genève-Eaux-Vives (frontière)                    |             | Annemasse à Genève                                                                            |          | 25 kV - 50 Hz                            | Caténaire trolley                      | |
| 1987                       | 23 avril 1987             | Ligne de Paris-Montparnasse à Brest                                  |             | Rennes à Saint-Brieuc                                                                         | 101      | 25 kV - 50 Hz                            | Caténaire simple avec feeder           | |
| 1987                       | 23 avril 1987             | Ligne de Lison à Lamballe                                            |             | Lamballe à PK 201                                                                             | 5        | 25 kV - 50 Hz                            | Fil trolley de contact                 | |
| 1988                       | 1988                      | Ligne de Nanterre-Université à Sartrouville                          |             | Interconnexion de la ligne A du RER vers Cergy et Poissy                                      |          | 25 kV - 50 Hz                            | Caténaire simple                       | Passage au 1500 V en zone RATP à l'entrée de Nanterre - Préfecture                                               |
| 1988                       | 18 janvier 1988           | Ligne de Fives à Abbeville                                           |             | Don-Sainghin à Béthune                                                                        |          | 25 kV - 50 Hz                            | Caténaire simple                       | |
| 1988                       | 8 mars 1988               | Ligne de Moret - Veneux-les-Sablons à Lyon-Perrache                  |             | Moret - Veneux-les-Sablons à Montargis                                                        | 57       | 1 500 V CC                               | Caténaire polygonale                   | |
| 1988                       | 9 mars 1988               | Ligne de Moret - Veneux-les-Sablons à Lyon-Perrache                  |             | Montargis à Nevers                                                                            | 130      | 25 kV - 50 Hz                            | Caténaire simple                       | |
| 1988                       | 29 mai 1988               | ligne de Saint-Pierre-d'Albigny à Bourg-Saint-Maurice                |             | Saint-Pierre-d'Albigny à Albertville                                                          | 25       | 1 500 V CC                               | Caténaire polygonale                   | |
| 1988                       | 21 juin 1988              | Ligne d'Ermont - Eaubonne à Champ-de-Mars                            |             | Saint-Ouen à Ermont - Eaubonne                                                                |          | 25 kV - 50 Hz                            | Caténaire simple                       | |
| 1988                       | 18 août 1988              | Ligne d'Ermont - Eaubonne à Champ-de-Mars                            |             | Champ-de-Mars à Saint-Ouen                                                                    |          | 1 500 V CC                               | Caténaire polygonale                   | |
| 1988                       | 18 août 1988              | Ligne de Pont-Cardinet à Auteuil – Boulogne                          |             | Pereire - Levallois à Pont Cardinet                                                           |          | 1 500 V CC                               | Caténaire polygonale                   | |
| 1988                       | 7 septembre 1988          | Ligne de Paris-Montparnasse à Monts (LGV)                            | 431000      | Saint-Léger à Bifurcation de Courtalain                                                       |          | 25 kV - 50 Hz                            | Caténaire simple avec feeder           | LGV Atlantique                                                                                                   |
| 1988                       | 7 septembre 1988          | Ligne de Moret - Veneux-les-Sablons à Lyon-Perrache                  |             | Nevers à Saincaize-Meauce                                                                     | 11       | 25 kV - 50 Hz                            | Caténaire simple                       | |
| 1988                       | 18 novembre 1988          | ligne de Saint-Pierre-d'Albigny à Bourg-Saint-Maurice                |             | Albertville à PK 25                                                                           | 2        | 1 500 V CC                               | Caténaire polygonale                   | |
| 1988                       | 18 novembre 1988          | ligne de Saint-Pierre-d'Albigny à Bourg-Saint-Maurice                |             | PK 25 à Bourg-Saint-Maurice                                                                   | 55       | 25 kV - 50 Hz                            | Fil trolley de contact avec feeder     | |
| 1989                       | 9 mars 1989               | Ligne de Paris-Montparnasse à Monts (LGV)                            | 431000      | PK 6,380 à PK 7,695                                                                           | 1,3      | 1 500 V CC                               | Caténaire polygonale                   | LGV Atlantique                                                                                                   |
| 1989                       | 9 mars 1989               | Ligne de Paris-Montparnasse à Monts (LGV)                            | 431000      | Montrouge à Saint-Léger                                                                       |          | 25 kV - 50 Hz                            | Caténaire simple avec feeder           | LGV Atlantique                                                                                                   |
| 1989                       | 6 avril 1989              | Ligne de Courtalain à Connerré (LGV)                                 | 429000      | Bifurcation de Courtalain à Jonction de Connerré                                              |          | 25 kV - 50 Hz                            | Caténaire simple avec feeder           | LGV Atlantique                                                                                                   |
| 1989                       | 17 mai 1989               | Ligne de Moret - Veneux-les-Sablons à Lyon-Perrache                  |             | Saincaize-Meauce à Saint-Germain-des-Fossés                                                   | 91       | 25 kV - 50 Hz                            | Caténaire simple avec feeder           | |
| 1989                       | 20 juin 1989              | Ligne de Paris-Montparnasse à Monts (LGV)                            | 431000      | Bifurcation de Courtalain à Saint-Amand-Longpré                                               |          | 25 kV - 50 Hz                            | Caténaire simple avec feeder           | LGV Atlantique                                                                                                   |
| 1989                       | 1er août 1989             | Ligne de Paris-Montparnasse à Monts (LGV)                            | 431000      | Saint-Amand-Longpré à Anzouer-en-Touraine                                                     |          | 25 kV - 50 Hz                            | Caténaire simple avec feeder           | LGV Atlantique                                                                                                   |
| 1989                       | 24 août 1989              | Ligne de Paris-Montparnasse à Brest                                  |             | Saint-Brieuc à Brest                                                                          | 152      | 25 kV - 50 Hz                            | Caténaire simple avec feeder           | |
| 1989                       | 14 novembre 1989          | Ligne de Paris-Montparnasse à Monts (LGV)                            | 431000      | Anzouer-en-Touraine à PK 216                                                                  |          | 25 kV - 50 Hz                            | Caténaire simple avec feeder           | LGV Atlantique                                                                                                   |
| 1989                       | 21 décembre 1989          | Ligne de Paris-Montparnasse à Monts (LGV)                            | 431000      | PK 216 à Montlouis-sur-Loire                                                                  |          | 25 kV - 50 Hz                            | Caténaire simple avec feeder           | LGV Atlantique                                                                                                   |
| 1989                       | 21 décembre 1989          | Ligne de Paris-Montparnasse à Monts (LGV)                            | 431000      | Montlouis-sur-Loire à PK 222,994 ,                                                            |          | 1 500 V CC                               | Caténaire polygonale sur support 25 kV | LGV Atlantique. Caténaire bi-courant dite « New-look dite CSRR » (caténaire simplifiée, renforcée, régularisée). |
| 1989                       | 21 décembre 1989          | Ligne de Paris-Montparnasse à Monts (LGV)                            | 431000      | de PK 222,994 à bifurcation de Monts                                                          |          | 1 500 V CC                               | Caténaire polygonale sur support 25 kV | LGV Atlantique. Caténaire bi-courant dite « New-look dite CSRR » (caténaire simplifiée, renforcée, régularisée). |
| 1990                       | 25 mars 1990              | Ligne de Saint-Germain-des-Fossés à Darsac                           |             | Saint-Germain-des-Fossés à Vichy                                                              | 10       | 25 kV - 50 Hz                            | Caténaire simple avec feeder           | |
| 1990                       | 25 mars 1990              | Ligne de Vichy à Riom                                                |             | Vichy à Riom                                                                                  | 57       | 25 kV - 50 Hz                            | Caténaire simple                       | |
| 1990                       | 25 mars 1990              | Ligne de Saint-Germain-des-Fossés à Nîmes-Courbessac                 |             | Riom à Clermont-Ferrand                                                                       | 19       | 25 kV - 50 Hz                            | Caténaire simple                       | |
| 1990                       | 18 juin 1990              | Ligne de Rennes à Redon                                              |             | Rennes à Bruz                                                                                 | 10       | 25 kV - 50 Hz                            | Caténaire avec feeder                  | |
| 1991                       | 17 mars 1991              | Ligne de Dijon-Ville à Vallorbe (frontière)                          |             | PK 358.176 à Dole (Dole-Ville)                                                                |          | 25 kV - 50 Hz                            | Caténaire simple                       | Réélectrification + suppression de la gare commutable de Dole                                                    |
| 1991                       | 17 mars 1991              | Ligne de Chagny à Dole-Ville                                         | 865000      | Bif. de Tavaux (PK 80.208) à PK 73.100 + terminaux usine E.P.                                 | 7        | 25 kV - 50 Hz                            | Fil trolley de contact                 | Électrification pour la desserte de l'embranchement Solvay                                                       |
| 1991                       | 22 août 1991              | Ligne de Rennes à Redon                                              |             | Bruz à Redon                                                                                  |          | 25 kV - 50 Hz                            | Caténaire simple avec feeder           | |
| 1991                       | 22 août 1991              | Ligne de Savenay à Landerneau                                        |             | Savenay à Gestel                                                                              |          | 25 kV - 50 Hz                            | Caténaire simple avec feeder           | |
| 1991                       | septembre 1991            | Ligne de Grenoble à Montmélian                                       |             | Grenoble à Grenoble-Universités-Gières                                                        |          | 25 kV - 50 Hz                            | Caténaire simple                       | |
| 1992                       | 1992                      | Ligne de Pau à Canfranc (frontière)                                  | 664000      | Oloron-Sainte-Marie à Canfranc                                                                |          | Désélectrification 1500 V CC             | Caténaire                              | |
| 1992                       | 1992                      | Ligne de Combs-la-Ville à Saint-Louis (LGV)                          | 752000      | Raccordement de Sathonay à raccordement de Grenay                                             |          | 25 kV - 50 Hz                            | Caténaire simple avec feeder           | LGV Rhône-Alpes                                                                                                  |
| 1992                       | 24 janvier 1992           | Ligne de Gretz-Armainvilliers à Sézanne                              |             | Tournan-en-Brie à Coulommiers                                                                 |          | 25 kV - 50 Hz                            | Caténaire simple                       | |
| 1992                       | 1er avril 1992            | Ligne A du RER d'Île-de-France                                       |             | Torcy à Marne-la-Vallée - Chessy                                                              |          | 1 500 V CC                               | Caténaire polygonale                   | Ligne nouvelle (RATP)                                                                                            |
| 1992                       | 8 septembre 1992          | Ligne de Savenay à Landerneau                                        |             | Gestel à Quimper                                                                              |          | 25 kV - 50 Hz                            | Caténaire simple avec feeder           | |
| 1992                       | 9 septembre 1992          | Ligne de Gonesse à Lille-Frontière (LGV)                             | 226000      | Raccordement de Gonesse à Fretin                                                              |          | 25 kV - 50 Hz                            | Caténaire simple avec feeder           | LGV Nord |
| 1992                       | 9 septembre 1992          | Ligne de Fretin à Fréthun (LGV)                                      | 216000      | Fretin à Calais-Fréthun                                                                       |          | 25 kV - 50 Hz                            | Caténaire simple avec feeder           | LGV Nord |
| 1992                       | 24 septembre 1992         | Ligne de Villeneuve-Saint-Georges à Montargis                        |             | La-Ferté-Alais à Malesherbes                                                                  | 24       | 1 500 V CC                               | Caténaire polygonale                   | |
| 1993                       | mai 1993                  | Ligne de Lille aux Fontinettes                                       |             | Hazebrouck à Calais (Calais-Ville)                                                            |          | 25 kV - 50 Hz                            | Caténaire simple                       | |
| 1993                       | mai 1993                  | Ligne de Fives à Baisieux                                            |             | Fives à Baisieux                                                                              |          | 25 kV - 50 Hz                            | Caténaire simple                       | |
| 1993                       | 9 juin 1993               | Ligne de Saint-Benoît à La Rochelle-Ville                            |             | Saint-Benoît à PK 1.780                                                                       | 1,8      | 1 500 V CC                               | Caténaire polygonale                   | |
| 1993                       | 9 juin 1993               | Ligne de Saint-Benoît à La Rochelle-Ville                            |             | PK 1.780 à La Rochelle-Ville                                                                  | 139      | 25 kV - 50 Hz                            | Caténaire simple                       | |
| 1993                       | 9 juin 1993               | Ligne de La Rochelle-Ville à La Rochelle-Pallice                     |             | La Rochelle-Ville à La Rochelle-Pallice                                                       | 3,0      | 25 kV - 50 Hz                            | Fil trolley de contact                 | |
| 1993                       | 5 octobre 1993            | Ligne de Combs-la-Ville à Saint-Louis (LGV)                          | 752000      | Raccordement de Grenay à PK 440                                                               |          | 25 kV - 50 Hz                            | Caténaire simple                       | LGV Rhône-Alpes                                                                                                  |
| 1993                       | 1993                      | Raccordement d'interconnexion nord-sud (LGV)                         | 226310      |                                                                                               |          | 25 kV - 50 Hz                            | Caténaire simple avec feeder           | LGV Interconnexion Est                                                                                           |
| 1993                       | 1993                      | Raccordement de Vémars                                               | 206301      |                                                                                               | 2,3      | 25 kV - 50 Hz                            | Caténaire simple avec feeder           | LGV Interconnexion Est                                                                                           |
| 1993                       | 1993                      | Raccordement de Coubert                                              | 752308      |                                                                                               | 5,6      | 25 kV - 50 Hz                            | Caténaire simple avec feeder           | LGV Interconnexion Est                                                                                           |
| 1994                       | 1994                      | Ligne d'Aulnay-sous-Bois à Roissy 2-RER                              |             | Aéroport Charles de Gaulle 1 à Aéroport Charles de Gaulle 2 TGV                               | 1        | 25 kV - 50 Hz                            | Caténaire simple                       | Ligne nouvelle                                                                                                   |
| 1994                       | 1994                      | Ligne de la bifurcation de Neuville à Cergy-Préfecture               |             | Cergy - Saint-Christophe à Cergy - Le Haut                                                    | 2,4      | 25 kV - 50 Hz                            | Caténaire simple                       | Ligne nouvelle                                                                                                   |
| 1994                       | 15 mars 1994              | Ligne de Combs-la-Ville à Saint-Louis (LGV)                          | 752000      | PK 440 à Bif du Cagnard                                                                       |          | 25 kV - 50 Hz                            | Caténaire simple avec feeder           | LGV Rhône-Alpes                                                                                                  |
| 1994                       | mai 1994                  | Ligne de Boulogne-Ville à Calais-Maritime                            |             | Boulogne-sur-Mer (Boulogne-Ville) à Calais (Calais-Maritime)                                  |          | 25 kV - 50 Hz                            | Caténaire simple                       | |
| 1994                       | 25 mai 1994               | Ligne de Valence à Moirans                                           |             | Bif du Cagnard au PK 2,2                                                                      | 1,0      | 1 500 V CC                               | Caténaire polygonale                   | |
| 1994                       | 25 mai 1994               | ligne de Valence à Moirans                                           |             | PK 2,2 à Bif de Saint-Marcel                                                                  | 8,5      | 25 kV - 50 Hz                            | Caténaire simple                       | |
| 1994                       | 25 mai 1994               | Raccordement de Saint-Marcel-lès-Valence                             |             | (totalité)                                                                                    | 2,7      | 25 kV - 50 Hz                            | Caténaire simple                       | |
| 1995                       | 20 mai 1995               | Raccordement de Viroflay                                             |             | Porchefontaine à PK 20.4                                                                      |          | 1 500 V CC                               | Caténaire polygonale                   | |
| 1995                       | 20 mai 1995               | Raccordement de Viroflay                                             |             | PK 20.4 à PK 19.2                                                                             |          | 25 kV - 50 Hz                            | Caténaire simple                       | Création d'un saut-de-mouton V2                                                                                  |
| 1995                       | 27 mai 1995               | Ligne de Belfort à Delle                                             | 854000      | Delle à frontière suisse                                                                      | 0,6      | Désélectrification 15kV - 16⅔ Hz         | Caténaire simple                       | Jonction avec la Suisse. Fermeture ligne (27/05/1995) et dépose voie et caténaire (01/06/1996)                   |
| 1995                       | 5 juillet 1995            | Ligne de Franois à Arc-et-Senans                                     |             | Franois à Arc-et-Senans                                                                       | 28       | 25 kV - 50 Hz                            | Caténaire simple                       | |
| 1995                       | 6 juillet 1995            | Ligne de Mouchard à Bourg-en-Bresse                                  |             | Mouchard à PK 470,9                                                                           | 78,6     | 25 kV - 50 Hz                            | Caténaire simple avec feeder           | |
| 1995                       | 6 juillet 1995            | Ligne de Mouchard à Bourg-en-Bresse                                  |             | PK 470,9 à Saint-Amour (PK 473,8)                                                             | 3        | 1 500 V CC                               | Caténaire polygonale                   | |
| 1995                       | 24 septembre 1995         | Ligne de Paris-Nord à Paris-Gare-de-Lyon                             |             | Châtelet - Les Halles à Gare de Lyon (Gare SNCF souterraine)                                  |          | 1 500 V CC                               | Caténaire polygonale                   | Sectionnement électrique entre les zones SNCF/RATP                                                               |
| 1995                       | 1995                      | Ligne de Villeneuve-Saint-Georges à la bifurcation de Moisenay (LGV) |             | Raccordement de Valenton à triangle de Coubert                                                |          | 25 kV - 50 Hz                            | Caténaire simple avec feeder           | LGV Interconnexion Est                                                                                           |
| 1995                       | 1995                      | Ligne de Villeneuve-Saint-Georges à la bifurcation de Moisenay (LGV) |             | Raccordement de Vert-de-Maisons à raccordement de Valenton                                    |          | 1 500 V CC                               | Caténaire polygonale                   | LGV Interconnexion Est                                                                                           |
| 1996                       | 27 mars 1996              | Ligne de Mantes-la-Jolie à Cherbourg                                 | 366000      | Bueil (PK 80,140) à Cherbourg-en-Cotentin (PK 370,365)                                        | 290,225  | 25 kV - 50 Hz                            | Caténaire simple avec feeder           | Avec des portions aptes à 200 km/h                                                                               |
| 1996                       | 21 mai 1996               | Ligne de Mantes-la-Jolie à Cherbourg                                 | 366000      | Mantes-la-Jolie (PK 57,275) à Bueil (PK 80,140)                                               | 22,865   | 25 kV - 50 Hz                            | Caténaire simple                       | |
| 1996                       | 22 mai 1996               | Ligne de Lisieux à Trouville - Deauville                             | 390000      | Lisieux (PK 190,046) à Trouville - Deauville (PK 219,243)                                     | 29,197   | 25 kV - 50 Hz                            | Caténaire simple                       | |
| 1996                       | 1996                      | Ligne de Puteaux à Issy-Plaine                                       |             | Puteaux à La Défense (prolongement)                                                           |          | 750 V CC                                 | Fil trolley de contact                 | Réélectrification pour la ligne 2 du Tramway d'Île-de-France                                                     |
| 1996                       | 1996                      | LGV Nord                                                             |             | Triangle de Fretin à Frontière Belge (L1)                                                     |          | 25 kV - 50 Hz                            | Caténaire simple avec feeder           | |
| 1997                       | 16 juin 1997              | Ligne de Vierzon à Saincaize                                         |             | Vierzon (Vierzon-Ville) à Bourges                                                             |          | 1 500 V CC                               | Caténaire polygonale                   | |
| 1997                       | 2 septembre 1997          | Ligne de Puteaux à Issy-Plaine                                       |             | Suresnes à Issy-Plaine                                                                        |          | 750 V CC                                 | Fil trolley de contact                 | Réélectrification pour la ligne 2 du Tramway d'Île-de-France                                                     |
| 1999                       | 17 janvier 1999           | Ligne E du RER d'Île-de-France                                       |             | PK 2,364 Ouest à PK 0,000                                                                     |          | 25 kV - 50 Hz                            | Caténaire simple                       | Électrification de la partie souterraine de la ligne                                                             |
| 1999                       | 17 janvier 1999           | Ligne E du RER d'Île-de-France                                       |             | PK 0,000 à PK 2,140 Est                                                                       |          | 25 kV - 50 Hz                            | Caténaire simple                       | Électrification de la partie souterraine de la ligne                                                             |
| 1999                       | 28 novembre 1999          | Ligne d'Épinay - Villetaneuse au Tréport - Mers                      |             | Persan - Beaumont à Beauvais                                                                  | 53       | 25 kV - 50 Hz                            | Caténaire simple                       | |

### 2000 - 2019
| Année de mise sous tension | Date de mise sous tension | Ligne                                                       | N° de ligne | Section électrifiée (de commune à commune)                         | PK début     | PK fin       | Longueur (km) | Tension                      | Contact                      | Commentaire |
| -------------------------- | ------------------------- | ----------------------------------------------------------- | ----------- | ------------------------------------------------------------------ | ------------ | ------------ | ------------- | ---------------------------- | ---------------------------- | --- |
| 2000                       | 15 juin 2000              | Ligne de Plouaret à Lannion                                 | 446000      | Plouaret à Lannion                                                 | 531,252      | 547,146      | 15,9          | 25 kV - 50 Hz                | Caténaire                    | |
| 2000                       | 14 septembre 2000         | Ligne de Combs-la-Ville à Saint-Louis (LGV)                 | 752000      | PK 630 à bif. de Marseille                                         | 630          | 711,163      | 81,2          | 25 kV - 50 Hz                | Caténaire avec feeder        | LGV Méditerranée |
| 2000                       | 28 septembre 2000         | Ligne de Combs-la-Ville à Saint-Louis (LGV)                 | 752000      | bif. de Valence TGV à PK 563                                       | 493,427      | 563          | 70,4          | 25 kV - 50 Hz                | Caténaire avec feeder        | LGV Méditerranée |
| 2000                       | 21 décembre 2000          | Ligne de Combs-la-Ville à Saint-Louis (LGV)                 | 752000      | PK 563 à PK 630                                                    | 563          | 630          | 67,0          | 25 kV - 50 Hz                | Caténaire avec feeder        | LGV Méditerranée |
| 2000                       | 21 décembre 2000          | Raccordement nord de Bollène-Lamotte-du-Rhône               | 752354      | Intégralité du raccordement                                        | 0,000        | 3,100        | 3,1           | 1 500 V CC                   | Caténaire                    | LGV Méditerranée |
| 2000                       | 21 décembre 2000          | Raccordement sud de Bollène-Lamotte-du-Rhône                | 752356      | Intégralité du raccordement                                        | 0,000        | 1,614        | 1,6           | 1 500 V CC                   | Caténaire                    | LGV Méditerranée |
| 2001                       | 22 février 2001           | Ligne des Angles à Saint-Brès (LGV)                         | 834000      | Bif. d'Avignon-Nord - bif. vers Raccordement de Redessan - Manduel | 0,000        | 25,059       | 25,1          | 25 kV - 50 Hz                | Caténaire avec feeder        | LGV Méditerranée |
| 2001                       | 22 février 2001           | Raccordement de Redressan-Manduel                           | 834310      | Intégralité du raccordement                                        | 0,000        | 3,299        | 3,3           | 25 kV - 50 Hz                | Caténaire avec feeder        | LGV Méditerranée |
| 2001                       | 22 février 2001           | Raccordement branche grand-sud du triangle des Angles       | 834100      | Bif. d'Avignon-Sud à Avignon TGV                                   | 0,000        | 5,325        | 5,3           | 25 kV - 50 Hz                | Caténaire avec feeder        | LGV Méditerranée |
| 2004                       | 12 décembre 2004          | Ligne de la grande ceinture de Paris                        | 990000      | Noisy-le-Roi à Saint-Germain - Grande-Ceinture                     |              |              | 10            | 25 kV - 50 Hz                | Caténaire                    | Grande Ceinture Ouest |
| 2004                       | 21 octobre 2004           | Ligne de Cannes-la Bocca à Grasse                           |             | Cannes (Cannes-la Bocca) à Grasse                                  |              |              | 16,6          | 25 kV - 50 Hz                | Caténaire                    | Réélectrification |
| 2005                       | 23 mai 2005               | Ligne d'Épinal à Bussang                                    |             | Épinal à Remiremont                                                |              |              | 9,9           | 25 kV - 50 Hz                | Caténaire                    | Électrification pour la desserte TGV |
| 2005                       | 23 mai 2005               | Ligne de Blainville - Damelevières à Lure                   |             | Blainville à Épinal                                                |              |              | 50            | 25 kV - 50 Hz                | Caténaire                    | Électrification pour la desserte TGV |
| 2005                       | 8 novembre 2005           | Ligne de Rennes à Saint-Malo - Saint-Servan                 | 441000      | Rennes à Saint-Malo                                                |              |              | 81            | 25 kV - 50 Hz                | Caténaire                    | |
| 2005                       | 15 novembre 2005          | Ligne de Saint-Georges-d'Aurac à Saint-Étienne-Châteaucreux |             | Saint-Étienne (Saint-Étienne-Châteaucreux) à Firminy               |              |              | 14            | 1 500 V CC                   | Caténaire unifiée            | |
| 2006                       | 10 décembre 2006          | Ligne de Belfort à Delle                                    | 854000      | Delle à frontière suisse                                           | env 464,135  | 464,574      | 0,4           | 15 kV - 16⅔ Hz               | Caténaire simple             | Jonction avec la Suisse. Réouverture ligne et ré-électrification                                                                                           |
| 2006                       | 10 décembre 2006          | Ligne de Lison à Lamballe                                   |             | Lison à Saint-Lô                                                   |              |              | 18            | 25 kV - 50 Hz                | Caténaire                    | |
| 2006                       | 2006                      | Ligne de Lunéville à Saint-Dié                              |             | Lunéville à Saint-Dié-des-Vosges                                   |              |              | 49,7          | 25 kV - 50 Hz                | Caténaire                    | Électrification pour la desserte TGV |
| 2006                       | 1er novembre 2006         | LGV Est européenne                                          |             | Essômes-sur-Marne à Prény                                          |              |              |               | 25 kV - 50 Hz                | Caténaire avec feeder        | Ligne nouvelle à grande vitesse |
| 2007                       | 30 janvier 2007           | LGV Est européenne                                          |             | Vaires-sur-Marne à Essômes-sur-Marne et Prény à Baudrecourt        |              |              |               | 25 kV - 50 Hz                | Caténaire avec feeder        | Ligne nouvelle à grande vitesse |
| 2007                       | 2007                      | Ligne de Châlons-en-Champagne à Reims-Cérès                 |             | Châlons-en-Champagne à bifurcation de Saint-Hilaire-au-Temple      |              |              |               | 25 kV - 50 Hz                | Caténaire                    | |
| 2008                       | 2 avril 2008              | Ligne de Montérolier - Buchy à Motteville                   |             | Montérolier - Buchy à Motteville                                   |              |              | 35,6          | 25 kV - 50 Hz                | Caténaire                    | |
| 2008                       | 11 juillet 2008           | Ligne de Vierzon à Saint-Pierre-des-Corps                   | 593000      | Vierzon                                                            | 200 env.     | 201,900      | 2             | 1 500 V CC                   | Caténaire unifiée            | |
| 2008                       | 11 juillet 2008           | Ligne de Vierzon à Saint-Pierre-des-Corps                   | 593000      | Vierzon (Vierzon-Ville) à Montlouis-sur-Loire                      | 201,900      | 302,300      | 105           | 25 kV - 50 Hz                | Caténaire avec feeder        | |
| 2008                       | 11 juillet 2008           | Ligne de Vierzon à Saint-Pierre-des-Corps                   | 593000      | Montlouis-sur-Loire à La Ville-aux-Dames                           | 302,300      | 303,7        | 1             | 1 500 V CC                   | Caténaire unifiée            | |
| 2008                       | 23 octobre 2008           | Ligne de Nantes-Orléans à Saintes                           | 530000      | Nantes à La Roche-sur-Yon                                          |              | 77,050       | 75            | 25 kV - 50 Hz                | Caténaire avec feeder        | |
| 2008                       | 23 octobre 2008           | Ligne des Sables-d'Olonne à Tours                           | 525000      | La Roche-sur-Yon à Les Sables-d'Olonne                             | 36,100       | -0,022       | 36            | 25 kV - 50 Hz                | Caténaire avec feeder        | |
| 2008                       | 2 septembre 2008          | Ligne de Pau à Canfranc (frontière)                         | 664000      | Pau à Oloron-Sainte-Marie                                          |              |              |               | Désélectrification 1500 V CC | Caténaire                    | Dépose des caténaires en 2010 |
| 2009                       | Juillet 2009              | Ligne de Lutterbach à Kruth                                 | 130000      | Lutterbach à Thann                                                 |              | 16,160       |               | 25 kV - 50 Hz                | Caténaire simplifiée         | Pour le tram-train Mulhouse - Vallée de la Thur mis en service le 12 décembre 2010                                                                         |
| 2009                       | 12 décembre 2009          | Ligne de Bourg-en-Bresse à Bellegarde                       | 884000      | Bourg-en-Bresse à Bellegarde-sur-Valserine                         |              |              | 64,6          | 25 kV - 50 Hz                | Caténaire                    | Ligne du Haut-Bugey |
| 2010                       | Décembre 2010             | Ligne de Longueau à Boulogne-Ville                          | 311000      | Boulogne-sur-Mer (Boulogne-Ville) à Rang-du-Fliers                 | 254,006      |              | 38            | 25 kV - 50 Hz                | Caténaire                    | |
| 2010                       | Mai 2010                  | Ligne de Bayonne à Saint-Jean-Pied-de-Port                  | 660000      | Bayonne à Saint-Jean-Pied-de-Port                                  |              |              |               | Désélectrification 1500 V CC | Caténaire                    | |
| 2011                       | 7 février 2011            | Ligne de Lyon-Saint-Paul à Montbrison                       | 782000      | Lyon (Lyon-Saint-Paul) à Sain-Bel                                  | 0,000        | 25,525       | 26            | 1 500 V CC                   | Caténaire simplifiée         | Tramway de l'Ouest lyonnais |
| 2011                       | 19 mai 2011               | Ligne de Besançon-Viotte à Vesoul                           | 856000      | Besançon (Besançon-Viotte) à Geneuille                             | 406,096      | 416,731      | 11            | 25 kV - 50 Hz                | Caténaire avec feeder        | |
| 2011                       | 19 mai 2011               | Raccordement Ouest Besançon TGV                             | 014300      | Les Auxons                                                         | 0,000        | 2,891        | 3             | 25 kV - 50 Hz                | Caténaire avec feeder        | Raccordement de la LGV Rhin-Rhône |
| 2011                       | 19 mai 2011               | Raccordement Est Besançon TGV                               | 856350      | Geneuille à Voray-sur-l'Ognon                                      | 0,000        | 2,762        | 3             | 25 kV - 50 Hz                | Caténaire avec feeder        | Raccordement de la LGV Rhin-Rhône |
| 2011                       | 25 mai 2011               | Ligne Rhin-Rhône (LGV)                                      | 014000      | Soirans à Villers-les-Pots                                         | 0,423        | 3,528        | 3             | 1 500 V CC                   | Caténaire avec feeder        | LGV Rhin-Rhône |
| 2011                       | 25 mai 2011               | Ligne Rhin-Rhône (LGV)                                      | 014000      | Villers-les-Pots à Cubrial (PK 95)                                 | 3,528        | 95           | 91            | 25 kV - 50 Hz                | Caténaire avec feeder        | LGV Rhin-Rhône |
| 2011                       | 14 juin 2011              | Ligne Rhin-Rhône (LGV)                                      | 014000      | Cubrial (PK 95) à Vézelois raccordement de Petit-Croix             | 95           | 137,899      | 43            | 25 kV - 50 Hz                | Caténaire avec feeder        | LGV Rhin-Rhône |
| 2011                       | 14 juin 2011              | Raccordement de Petit-Croix                                 | 014330      | Vézelois à Petit-Croix                                             | 0,000        | 3,060        | 3             | 25 kV - 50 Hz                | Caténaire avec feeder        | Raccordement de la LGV Rhin-Rhône |
| 2011                       | 15 novembre 2011          | Ligne de Vierzon à Saincaize                                | 690000      | Bourges                                                            | 235          | 236,140      | 1             | 1 500 V CC                   | Caténaire avec feeder        | |
| 2011                       | 15 novembre 2011          | Ligne de Vierzon à Saincaize                                | 690000      | Bourges à Saincaize-Meauce                                         | 236,140      | 291,806      | 56            | 25 kV - 50 Hz                | Caténaire avec feeder        | |
| 2011                       | 15 novembre 2011          | Raccordement militaire de Saincaize                         | 750306      | Saincaize-Meauce                                                   | 262,905      | 263,480      | 0,6           | 25 kV - 50 Hz                | Caténaire avec feeder        | Raccordement de la ligne de Vierzon à Saincaize |
| 2013                       | 24 juin 2013              | Ligne de Nantes-Orléans à Châteaubriant                     | 519000      | Nantes (gare) à Nantes (Hôpital Bellier)                           |              | 428,284      |               | 25 kV - 50 Hz                | Caténaire                    | Tram-Train Nantes - Châteaubriant |
| 2013                       | 24 juin 2013              | Ligne de Nantes-Orléans à Châteaubriant                     | 519000      | Nantes (zone du dépôt du tram-train)                               | 428,284      | 429,625      | 1,3           | 750 V CC                     | Caténaire                    | Tram-Train Nantes - Châteaubriant |
| 2013                       | 24 juin 2013              | Ligne de Nantes-Orléans à Châteaubriant                     | 519000      | Nantes (Landreau) à La Chapelle-sur-Erdre (Babinière)              | 429,625      | 435,617      | 6             | 750 V CC                     | Caténaire tramway            | Tram-Train Nantes - Châteaubriant |
| 2013                       | 24 juin 2013              | Ligne de Nantes-Orléans à Châteaubriant                     | 519000      | La Chapelle-sur-Erdre (Babinière) à Châteaubriant                  | 435,617      | 491,837      | 56            | 25 kV - 50 Hz                | Caténaire                    | Tram-Train Nantes - Châteaubriant |
| 2013                       | 5 décembre 2013           | Virgule d'Avignon Courtine                                  | 830359      | Avignon                                                            | 743,788      | 745,252      | 1,5           | 1 500 V CC                   | Caténaire unifiée            | |
| 2013                       | 30 octobre 2013           | Ligne de Grenoble à Montmélian                              | 909000      | Gières à Francin                                                   |              | 48,430       | 45            | 25 kV - 50 Hz                | Caténaire                    | Électrification du Sillon Alpin Sud |
| 2013                       | 30 octobre 2013           | Ligne de Grenoble à Montmélian                              | 909000      | Francin à Montmélian                                               | 48,430       | 50,034       | 1,6           | 1 500 V CC                   | Caténaire                    | Électrification du Sillon Alpin Sud |
| 2013                       | 30 octobre 2013           | Raccordement de Montmélian                                  | 909306      | Montmélian                                                         | 0,000        | 0,807        | 0,8           | 1 500 V CC                   | Caténaire                    | Électrification du Sillon Alpin Sud |
| 2013                       | 20 novembre 2013          | Ligne de Valence à Moirans                                  | 908000      | Valence TGV à Moirans                                              |              |              |               | 25 kV - 50 Hz                | Caténaire                    | Électrification du Sillon Alpin Sud |
| 2013                       | 20 novembre 2013          | Raccordement de Châteauneuf-sur-Isère                       |             | Châteauneuf-sur-Isère                                              |              |              |               | 25 kV - 50 Hz                | Caténaire                    | Connexion entre le Sillon Alpin Sud et la LGV Méditerranée                                                                                                 |
| 2013                       | ? ? 2013                  | Ligne de Paris-Montparnasse à Monts (LGV)                   | 431000      | Montlouis à Monts                                                  |              |              | 35            | 1 500 V CC                   | Désélectrification 1500 V CC | Conversion 25kv jusqu'à Saint-Avertin et déclassement au delà                                                                                              |
| 2014                       | 1er août 2014             | Ligne de Coudekerque-Branche aux Fontinettes                |             | Courghain aux Fontinettes                                          |              |              | 32            | 25 kV - 50 Hz                | Caténaire                    | Jonction Calais Dunkerque |
| 2014                       | 24 août 2014              | Ligne de Lyon-Perrache à Genève (frontière)                 |             | Bellegarde-sur-Valserine à frontière franco-suisse                 |              |              | 21            | 25 kV - 50 Hz                | Caténaire                    | Réélectrification |
| 2015                       | 20 février 2015           | Ligne de Serquigny à Oissel                                 | 372000      | Elbeuf (Elbeuf - Saint-Aubin) à Oissel                             | 49           | 57,417       | 9             | 25 kV - 50 Hz                | Caténaire simple             | Diamétralisation des TER Rouen Yvetot / Rouen Elbeuf |
| 2015                       | juin 2015                 | Ligne d'Argentan à Granville                                |             | Technicentre de Granville                                          |              |              | 1             | 1 500 V CC                   | Caténaire simple             | Isolement 25000v |
| 2015                       | 30 août 2015              | LGV Est européenne                                          | 005000      | Baudrecourt à Eckwersheim                                          | 270,4        | 406          | 136           | 25 kV - 50 Hz                | Caténaire simple avec feeder | Ligne nouvelle à grande vitesse |
| 2015                       | 30 août 2015              | Ligne de Vendenheim à Wissembourg                           | 146000      | Eckwersheim à Vendenheim                                           |              |              | 2             | 25 kV - 50 Hz                | Caténaire simple avec feeder | Ligne nouvelle à grande vitesse |
| 2016                       | Mi-2016                   | LGV Sud Europe Atlantique                                   | 566000      |                                                                    |              |              | 120           | 25 kV - 50 Hz                | Caténaire avec feeder        | Ligne nouvelle à grande vitesse |
| 2016                       | 1er septembre 2016        | LGV Sud Europe Atlantique                                   | 566000      |                                                                    |              |              | 55            | 25 kV - 50 Hz                | Caténaire avec feeder        | Ligne nouvelle à grande vitesse |
| 2016                       | 8 septembre 2016          | LGV Sud Europe Atlantique                                   | 566000      |                                                                    |              |              | 125           | 25 kV - 50 Hz                | Caténaire avec feeder        | Ligne nouvelle à grande vitesse |
| 2016                       | 8 mai 2016                | Ligne de Chartres à Bordeaux-Saint-Jean                     | 500000      | Cenon à Bordeaux-Saint-Jean                                        |              |              | 2             | 1 500 V CC                   | Caténaire polygonale         | Nouveau tronçon pour quadruplement total de Bordeaux-Saint-Jean à Ambarés                                                                                  |
| 2017                       | 2 juillet 2017            | Virgule de Sablé                                            | 408345      |                                                                    |              |              | 3,6           | 25 kV - 50 Hz                | Caténaire                    | |
| 2017                       | 2 juillet 2017            | LGV Bretagne-Pays de la Loire                               | 408000      | Connerré à Cesson-Sévigné                                          |              |              | 182           | 25 kV - 50 Hz                | Caténaire                    | |
| 2017                       | 11 juillet 2017           | ligne 11 du tramway d'Île-de-France                         |             | Épinay-sur-Seine au Bourget                                        |              |              | 11            | 25 kV - 50 Hz                | Caténaire trolley            | |
| 2017                       | 10 décembre 2017          | Contournement ferroviaire de Nîmes et de Montpellier        | 834000      | Manduel à Lattes                                                   |              |              | 80            | 25 kV - 50 Hz                | Caténaire                    | |
| 2018                       | 9 décembre 2018           | Ligne de Belfort à Delle                                    | 854000      | Bif.de Danjoutin (PK 444,248) à Delle                              | 444,248      | env. 464,135 | 19,9          | 25 kV - 50 Hz                | Caténaire                    | Réouverture et électrification, jonction avec la Suisse, zones de fin d'électrification 25kV - 50 Hz variables suivant voies                               |
| 2019                       |                           | Ligne de Toulouse à Bayonne                                 | 650000      | Montréjeau à Tarbes                                                |              |              | 52            | 1 500 V CC                   | Caténaire polygonale         | Régénération pour suppression de la caténaire "Midi" avec caténaire bi-courant dite « New-look dite CSRR » (caténaire simplifiée, renforcée, régularisée). |
| 2019                       | 8 décembre 2019           | Ligne de Bondy à Aulnay-sous-Bois                           | 958000      | Les Pavillons-sous-Bois à Livry-Gargan                             | env. 002,000 | env. 006,000 | env.4         | 750 V CC                     | Caténaire                    | Réouverture et désélectrification 25kV - 50 Hz pour prolongement T4 à Montfermeil                                                                          |

### Depuis 2020
| Année de mise sous tension | Date de mise sous tension | Ligne                                | N° de ligne | Section électrifiée (de commune à commune)              | PK début | PK fin  | Longueur (km) | Tension       | Contact               | Commentaire                                                                |
| -------------------------- | ------------------------- | ------------------------------------ | ----------- | ------------------------------------------------------- | -------- | ------- | ------------- | ------------- | --------------------- | -------------------------------------------------------------------------- |
| 2021                       | 9 juin 2021               | Ligne de Saint-Denis à Dieppe        | 330000      | Serqueux à Gisors + raccordement de Serqueux            | 68,418   | 118,405 | 50            | 25 kV - 50 Hz | Caténaire             | Grand Port Maritime du Havre                                               |
| 2021                       | 12 décembre 2021          | Ligne de la grande ceinture de Paris | 990000      | Noisy-le-Roi à CMR T13 (Versailles-Matelots)            |          |         | 5,5           | 25 kV - 50 Hz | Caténaire             | Réouverture et électrification pour la ligne 13 du tramway d'Île-de-France |
| 2021                       | 12 décembre 2021          | Ligne 13 du tramway d'Île-de-France  |             | Saint-Cyr - Grande-Ceinture aux Portes de Saint-Cyr     |          |         | 0,7           | 25 kV - 50 Hz | Caténaire             | Nouvelles sections pour la ligne 13 du tramway d'Île-de-France             |
| 2022                       | 3 janvier 2022            | Ligne 13 du tramway d'Île-de-France  |             | Saint-Germain-en-Laye à Saint-Germain - Grande-Ceinture |          |         | 3,6           | 750 V CC      | Caténaire tramway     | Nouvelles sections pour la ligne 13 du tramway d'Île-de-France             |
| 2022                       | 3 juillet 2022            | Ligne de Paris-Est à Mulhouse-Ville  | 001000      | Gretz-Armainvilliers à Nogent-sur-Seine                 |          |         | 70            | 25 kV - 50 Hz | Caténaire avec feeder |                                                                            |
| 2022                       | 3 juillet 2022            | Ligne de Longueville à Esternay      | 003000      | Longueville à Provins                                   |          |         | 7             | 25 kV - 50 Hz | Caténaire             |                                                                            |
| 2023                       | 9 décembre 2023           | Ligne 12 du tramway d'Île-de-France  |             | Épinay-sur-Orge à Évry-Courcouronnes                    |          |         |               | 1 500 V CC    | Caténaire             | Nouvelle section                                                           |
| 2024                       | 6 mai 2024                | Ligne E du RER d'Île-de-France       |             | Haussmann-Saint-Lazare à Nanterre                       |          |         | 8             | 25 kV - 50 Hz | Caténaire rigide      |                                                                            |

### Électrifications en cours
| Date prévue de mise en service | Avancement                    | Ligne                                | Section à électrifier                                          | Longueur (km) | Tension sélectionnée | Contact   | Commentaire |
| ------------------------------ | ----------------------------- | ------------------------------------ | -------------------------------------------------------------- | ------------- | -------------------- | --------- | ----------- |
| 2028                           | Lancement des travaux en 2024 | Ligne de Paris-Est à Mulhouse-Ville  | Nogent-sur-Seine à Troyes                                      | 60            | 25 kV - 50 Hz        | Caténaire |             |
| 2028                           | Lancement des travaux en 2024 | Ligne de la grande ceinture de Paris | Saint-Germain - Grande-Ceinture (Boucle) à Poissy (projet T13) |               | 25 kV - 50 Hz        | Caténaire |             |

### Projets d'électrification
| Date prévisionnelle de mise en service | Avancement                               | Ligne                                        | Section à électrifier                                           | Longueur (km) | Tension envisagée | Contact               | Commentaire |
| -------------------------------------- | ---------------------------------------- | -------------------------------------------- | --------------------------------------------------------------- | ------------- | ----------------- | --------------------- | --- |
| Inconnue                               | Projet non financé                       | Ligne de la grande ceinture de Paris         | Épinay-sur-Seine à Sartrouville                                 |               | 25 kV - 50 Hz     | Caténaire trolley     | Création de 2 voies supplémentaires pour le tramway T11                                                                                                   |
| Inconnue                               | Projet non financé                       | Ligne de Nevers à Chagny                     | Totalité en 2 tranches                                          | 163           | 25 kV - 50 Hz     | Caténaire             | Projet de voie ferrée Centre Europe Atlantique (VFCEA) |
| 2030                                   | Décision en 2023                         | Ligne de Trilport à Bazoches                 | Trilport à La Ferté-Milon                                       |               | 25 kV - 50 Hz     | Caténaire             | |
| 2032                                   | Percement des tunnels en cours           | Liaison ferroviaire transalpine Lyon - Turin | Saint-Jean-de-Maurienne à Suse (tunnel de base du Mont-d'Ambin) |               | 25 kV - 50 Hz     | Caténaire             | |
| Horizon 2032-2037                      | Études en cours                          | LGV Bordeaux - Toulouse                      | Totalité                                                        |               | 25 kV - 50 Hz     | Caténaire avec feeder | Nouvelle ligne à grande vitesse |
| Inconnue                               | Dossier en cours d'élaboration[Quand ?]  | Ligne de Longueau à Boulogne-Ville           | Amiens à Rang-du-Fliers                                         | 80            | 25 kV - 50 Hz     | Caténaire             | Axe fret vers le tunnel sous la Manche |
| Inconnue                               | Études préliminaires[Quand ?]            | Ligne de Longeray-Léaz au Bouveret           | Évian-les-Bains à Saint-Gingolph                                | 19            | 15 kV - 16⅔ Hz    | Caténaire             | Ligne aux spécifications CFF |
| Inconnue                               | Projet non financé                       | Ligne d'Amiens à Laon                        | Totalité                                                        | 107           | 25 kV - 50 Hz     | Caténaire             | Projet de relance Fret |
| Inconnue                               | Projet non financé                       | Ligne de Reims à Laon                        | Totalité                                                        | 52            | 25 kV - 50 Hz     | Caténaire             | Projet de relance Fret |
| Inconnue                               | Projet non financé                       | Ligne de Blesme - Haussignémont à Chaumont   | Saint-Dizier à Chaumont                                         | 70            | 25 kV - 50 Hz     | Caténaire             | Projet de relance Fret |
| Inconnue                               | Projet non financé                       | Ligne de Paris-Est à Mulhouse-Ville          | Chaumont à Culmont - Chalindrey et Lure à Belfort               | 51            | 25 kV - 50 Hz     | Caténaire             | Projet de relance Fret et Interconnexion LGV Est et Rhin-Rhône                                                                                            |
| Inconnue                               | Études financées par le CPER 2021 - 2027 | Ligne de Strasbourg à Lauterbourg            | Strasbourg à Bischheim                                          | 4             | 25 kV - 50 Hz     | Caténaire             | Électrification pour permettre l'autonomie des TGV jusqu'au Technicentre de Bischheim Études apparues au CPER 2021 - 2027 (Avenant mobilités 2023 - 2027) |
| 2032                                   | Études financées par le CPER 2021 - 2027 | Ligne de Vendenheim à Wissembourg            | Strasbourg à Haguenau                                           | 25            | 25 kV - 50 Hz     | Caténaire             | Études apparues au CPER 2021 - 2027 (Avenant mobilités 2023 - 2027)                                                                                       |
| Inconnue                               | Projet non financé                       | Ligne de Blainville - Damelevières à Lure    | Épinal à Lure                                                   | 77            | 25 kV - 50 Hz     | Caténaire             | Liaisons nationales et régionales entre la Lorraine et la Franche-Comté                                                                                   |

### Projets abandonnés
| Ligne                             | Section évoquée                                      | Longueur (km) | Tension envisagée | Contact           | Année d'abandon | Commentaire |
| --------------------------------- | ---------------------------------------------------- | ------------- | ----------------- | ----------------- | --------------- | --- |
| Ligne de Laroche-Migennes à Cosne | Laroche - Migennes à Auxerre (Auxerre-Saint-Gervais) | 19            | 1 500 V CC        | Caténaire unifiée | 2018            | Ce projet devrait être remplacé par le déploiement de trains à hydrogène, comme préconisé par le Conseil d'orientation des infrastructures dans son premier rapport. |